# Comida callejera

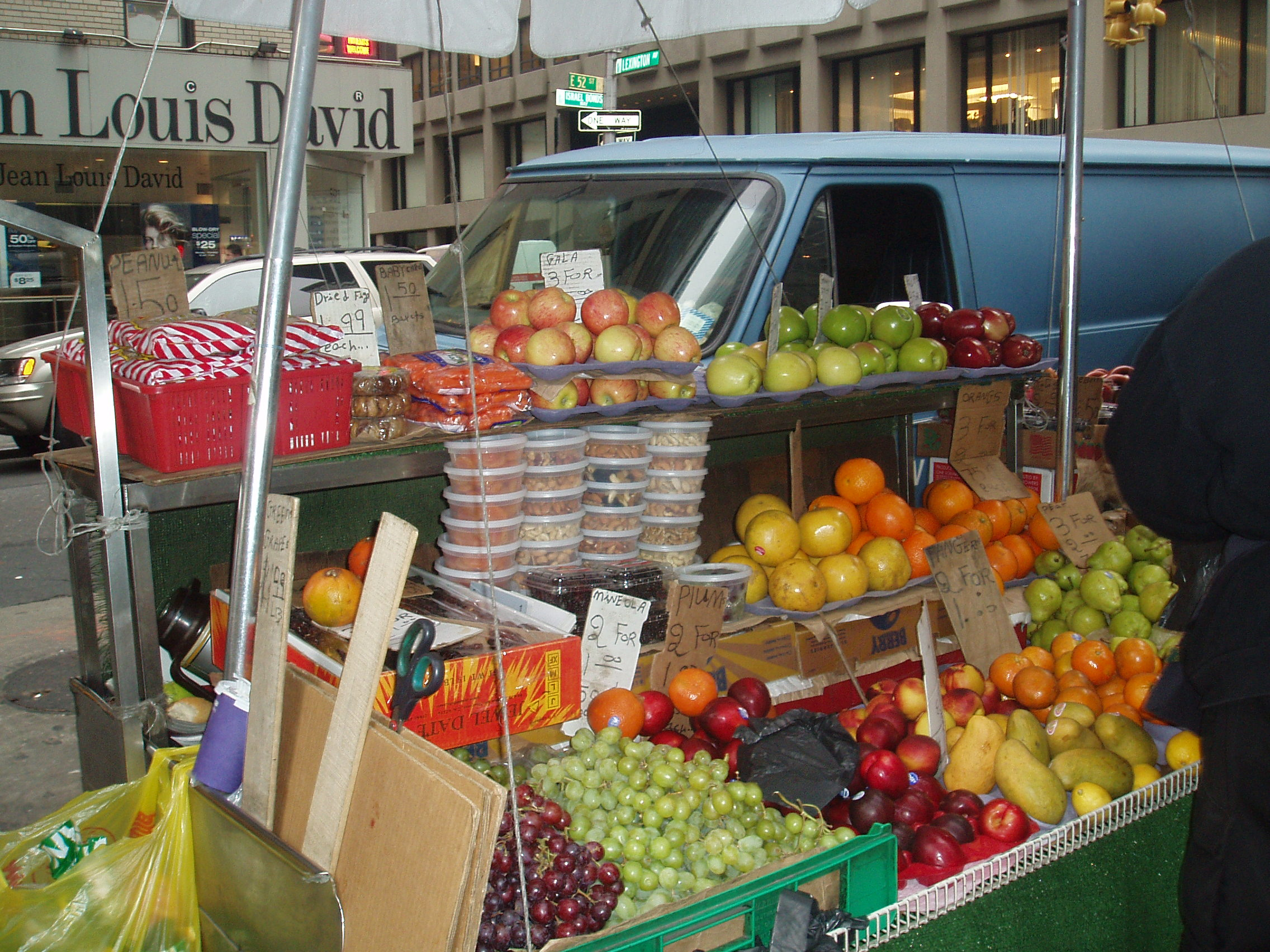
Un puesto portátil de fruta en Manhattan (Nueva York).

Se llama comida callejera a aquella que puede obtenerse de un vendedor en la calle, a menudo de un tenderete portátil o improvisado. Aunque algunas de estas comidas son regionales, se han extendido fuera de sus lugares de origen. La comida vendida en mercados de productores también puede caer en esta categoría, incluyendo la expuesta y vendida en ferias agrícolas o de otro tipo. La mayoría de la comida callejera es rápida y se toma con los dedos, siendo frecuente que resulte más barata que la disponible en restaurantes y supermercados. Según la Organización para la Agricultura y la Alimentación, 2500 millones de personas toman comida callejera cada día.

## Características
Las preocupaciones de higiene y frescura suelen desanimar a la gente a tomar comida callejera. La falta de refrigeración se interpreta a menudo como falta de limpieza e higiene, pero por otro lado los vendedores de comida callejera usan a menudo ingredientes especialmente frescos por esta misma razón.
La comida callejera está estrechamente relacionada con la comida para llevar, la comida basura, los aperitivos y la comida rápida, siendo su rasgo característico la posibilidad de ser adquirida al aire libre, en lugar de en el interior de un edificio. Tanto la comida para llevar como la rápida se venden a menudo desde mostradores dispuestos en edificios pero que dan a la calle, lo que dificulta la distinción.
Con el incremento de la globalización y el turismo, la seguridad de la comida callejera se ha convertido en una importante preocupación para la salud pública, haciendo que gobiernos y científicos se centren en informar al público al respecto. Así, la Food Standards Agency provee guías exhaustivas de seguridad alimentaria para los vendedores, comerciantes y minoristas del sector de la comida callejera en el Reino Unido. Otras formas efectivas de mejorar la seguridad de la comida callejera es mediante programas de cliente misterioso, de formación y recompensa de los vendedores callejeros, mediante medidas regulatorias y pruebas técnicas.
Es el empleo de muchas personas y día a día estos van creciendo.

## África

### Etiopía
El injera es un pan muy fino que se emplea para consumir varios tipos de comida callejero, como el tibs wat, un estofado picante que se sirve en un plato sobre un trozo de injera doblado.

### Ghana
La comida callejera de Ghana está basada principalmente en la cocina local, pudiéndose comprar a vendedores ambulantes a pie, tenderetes callejeros y en los omnipresentes chop bars. Los desayunos callejeros de todo el país consisten en varios surtidos de gachas, así como en tortilla y pan servidos con té. Platos tradicionales africanos, como el fufu, el kenkey, el banku, el ñame frito y la carne de animales silvestres son populares en todo el país, empleando las variantes locales ingredientes de la tierra, como la tilapia en Ashanti, el marisco fresco en toda la costa y el queso frito en las regiones del norte. Los platos de arroz también son comunes, consistiendo en arroz servido con fideos y judías al horno, y pudiendo acompañarse al gusto del cliente con huevo, pollo, pescado, garri y verdura. La fruta también es una comida callejera popular, desde cocos y bananas hasta las naranjas y los mangos estacionales. Los kebabs hechos de ternera y pimienta también están ampliamente disponibles de vendedores itinerantes. También hay disponible una amplia variedad de aperitivos locales, que pueden diferir dramáticamente de una región a otra.
También se venden bebidas a menudo, siendo las más comunes, que se compran a vendedores de bebidas separados, unas pequeñas bolsas de plásticos llenas de agua purificada. Las bebidas carbonatadas del África Occidental suelen estar disponibles en tiendas permanentes en lugar de puestos temporales, donde las bebidas se venden en botellas de cristal retornables. Las bebidas locales, como el kenkey helado, la limonada y una bebida de jengibre fría, se venden todo el día. Como en el caso de muchos miembros de la Mancomunidad de Naciones, las leyes de Ghana prohíben la venta de bebidas alcohólicas a los establecimientos sin licencia, y por tanto no pueden adquirirse a vendedores callejeros salvo en los pueblos más pequeños, donde el pito, una cerveza local, se sirve en calabazas.

### Marruecos
La comida callejera marroquí incluye el maíz asado, el merguez y los caracoles.

### Nigeria
El chin chin es un plato popular en Nigeria y otras partes de África Occidental. También son comidas callejeras populares la suya (carne a la barbacoa), el plátano asado, el pescado y el ñame frito, el maíz asado, el akara y el moi-moi (pastel de judías).
El «agua pura» (en sobrecitos) también es muy popular, no siendo raro ver a vendedores (principalmente niños) corriendo entre los vehículos durante los atascos de tráfico con su mercancía, ya que los conductores agradecen el agua fría tras pasar horas al sol. A pesar del nombre, el agua pura no siempre lo es tanto, ya que cualquiera puede envasarla.

### Sudáfrica
En Sudáfrica están disponibles la boerewors y otros platos braai como comida callejera. En los townships también hay disponible comida étnica.
En Ciudad del Cabo, una comida callejera popular es el gatsby, una baguete rellena de carne (a menudo salchicha de Bolonia), ensalada, queso y patatas fritas. Se dice que surgió en un restaurante concreto, y se ha hecho popular en toda la ciudad.
Otra receta popular es el bunny chow, una pieza de pan vaciada, rellena de curry o achar y cubierta con el trozo cortado. Cuenta la leyenda que los caddies indios la inventaron durante el apartheid, pues no se les permitía usar cubiertos. (Aunque pudo haber casos aislados donde se pusieran en práctica prohibiciones tan ridículas, dando lugar a leyendas populares como esta, no hay registro de ordenanza ni ley alguna al respecto.)

### Túnez
Los pasteles dulces son la comida callejera más común de Túnez, además del omnipresente bocadillo de atún.

## Asia
En Malasia, Singapur y la India, se toma el putu mayam, un mejunje frío de coco y fideos de arroz, para desayunar o como aperitivo.

### China

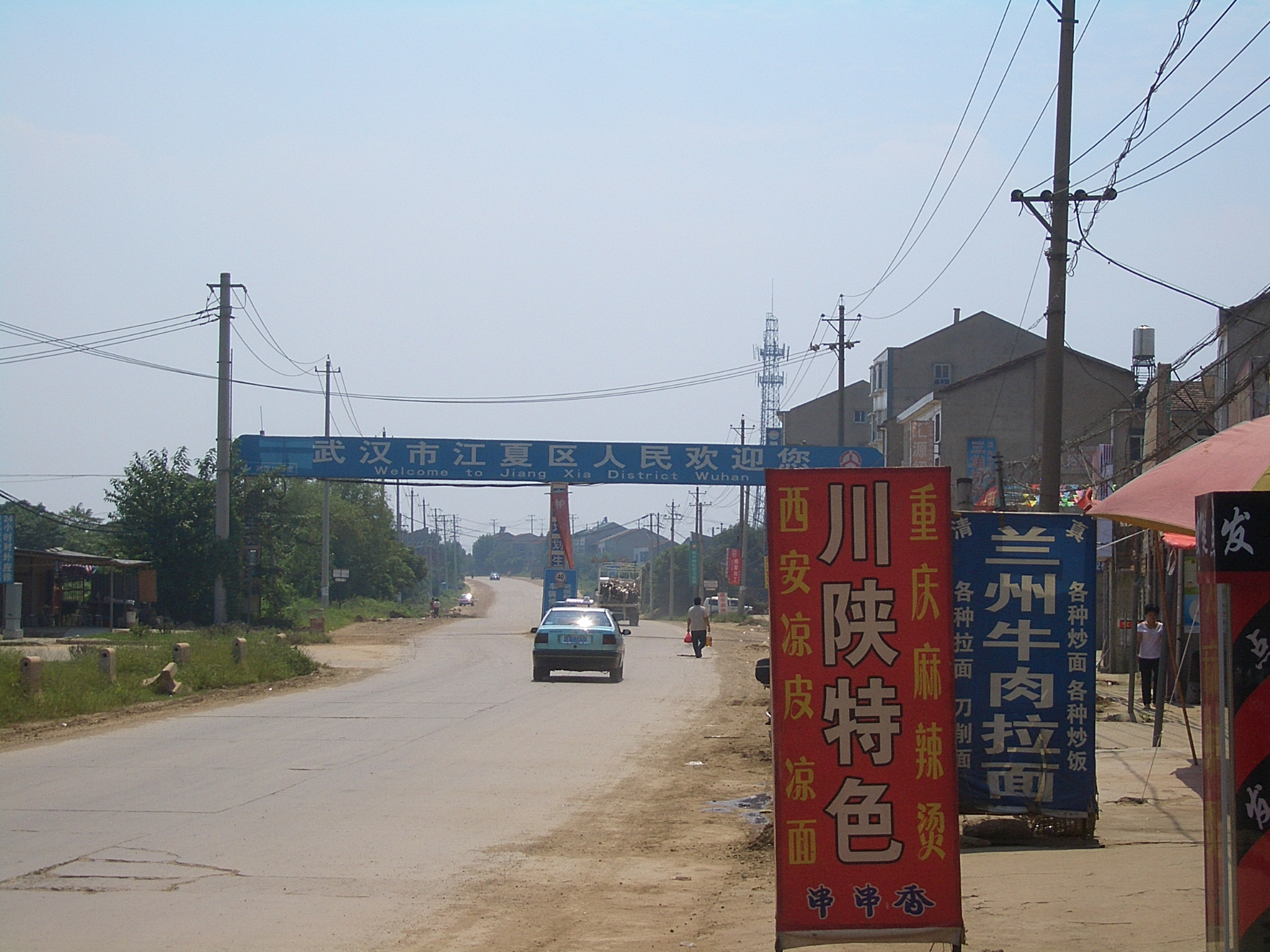
Señales en una carretera a las afueras de Wuhan (Hubei) invitando a los conductores a degustar platos de otras tres provincias: lamian (fideos de ternera) halal de Lanzhou (Ganzu), manojo mala (麻辣燙) de Chongqing (Sichuan) y fideos fríos (凉面) de Xi'an (Shaanxi).

Adquirir aperitivos en tenderetes callejeros es una costumbre china antigua que sigue prosperando en la actualidad, aunque muchos vendedores sirven ahora su mercancía al interior de establecimientos que cuentan con agujeros al efecto. La variedad de aperitivos disponible es asombrosa, variando de una región a otra. En las calles de Sichuan se venden diversos xiǎochī (en chino, 小吃), como bolas de arroz a la parrilla y fideos fritos en sartén. El mercado nocturno Wangfujing de Pekín, un popular destino turístico, está dedicado a los vendedores de comida callejera, incluyendo muchas comidas inusuales, como un gran surtido de insectos, además de recetas más típicas como los kebabs. La comida islámica, procedente de las minorías uigur o hui, es otro tipo de comida callejera china, especialmente los kebabs cortados finos y cocidos sobre una barbacoa hecha en el piso.
También se venden dulces por las calles de toda China.

#### Comida callejera corriente
El chuanr, un tipo de kebab, es una receta popular en el norte de China, reconocible por su atractivo aroma. Se hace con cordero y se condimenta generosamente con comino, escamas de pimiento rojo y otros especias antes de asarlo. Procede de la cocina de los musulmanes chinos, especialmente los uigures de la provincina noroccidental de Xinjiang.
En el noreste del país se encuentra el bing, un tipo de panqueque, hecho típicamente con harina y frito en aceite, que puede servirse solo, relleno con carne o condimentado con cebolleta u otros. El jian bing, un aperitivo similar a un crepe, se prepara añadiendo un huevo a la masa, que forma luego la base para rellenos y salsas. El producto se enrolla para transportarlo más fácilmente (como los crepes).

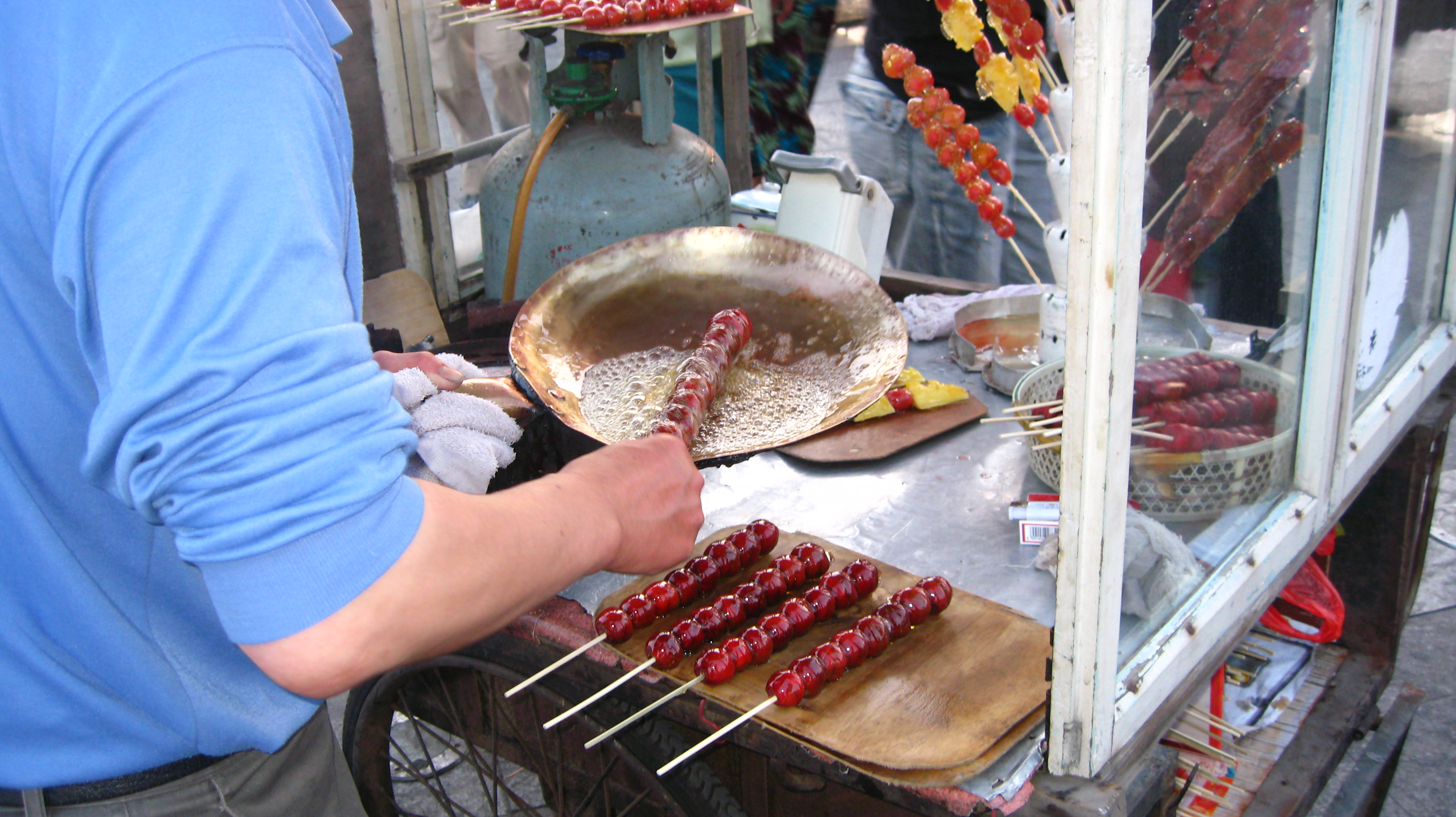
Tanghulus, pinchos de fruta caramelizada, a la venta en las calles de Tianjin (China).

Los tanghulus son pinchitos de fruta, normalmente espino chino, cubierta con almíbar endurecido. El espino chino es una fruta parecida a la manzana silvestre que crece en árboles. Estas golosinas son especialmente populares en el norte de China, y son consumidas tanto por niños como por adultos.
En todo el país, la gente que busca una comida rápida puede recurrir a las numerosas mian guan (面館), o casas de fideos. Estos establecimientos suelen servir sopas de fideos, aunque algunos también venden fideos fritos en sartén. En Sichuan estos platos se preparan picantes añadiéndoles aceite de guindilla o pimienta de Sichuan.

#### Negocios
Los vendedores callejeros se están haciendo menos frecuentes a medida que los gobiernos locales prohíben esta tradición, citando la seguridad y los problemas de tráfico como problemas. Muchos vendedores también han pasado a abrir pequeños restaurantes, de forma que la comida «callejera» es ahora habitual bajo techo en estos locales. La desaparición de los barrios tradicionales, como los hutong de Pekín, también ha contribuido a la disminución de la venta de comida en las calles.

#### Hong Kong
En Hong Kong son platos notables los pinchos de ternera, las bolas de pescado en curry, los pimientos y las setas rellenas, y el dim sum. Los vendedores de comida callejeros se llaman gai bin dong (en chino, 街邊檔; literalmente, ‘tenderetes al lado de la calle’). La comida callejera hongkonesa puede llegar a ser un buen negocio, pasando los tenderetes a ser simples lugares de venta móviles (véase dai pai dong).

### Corea

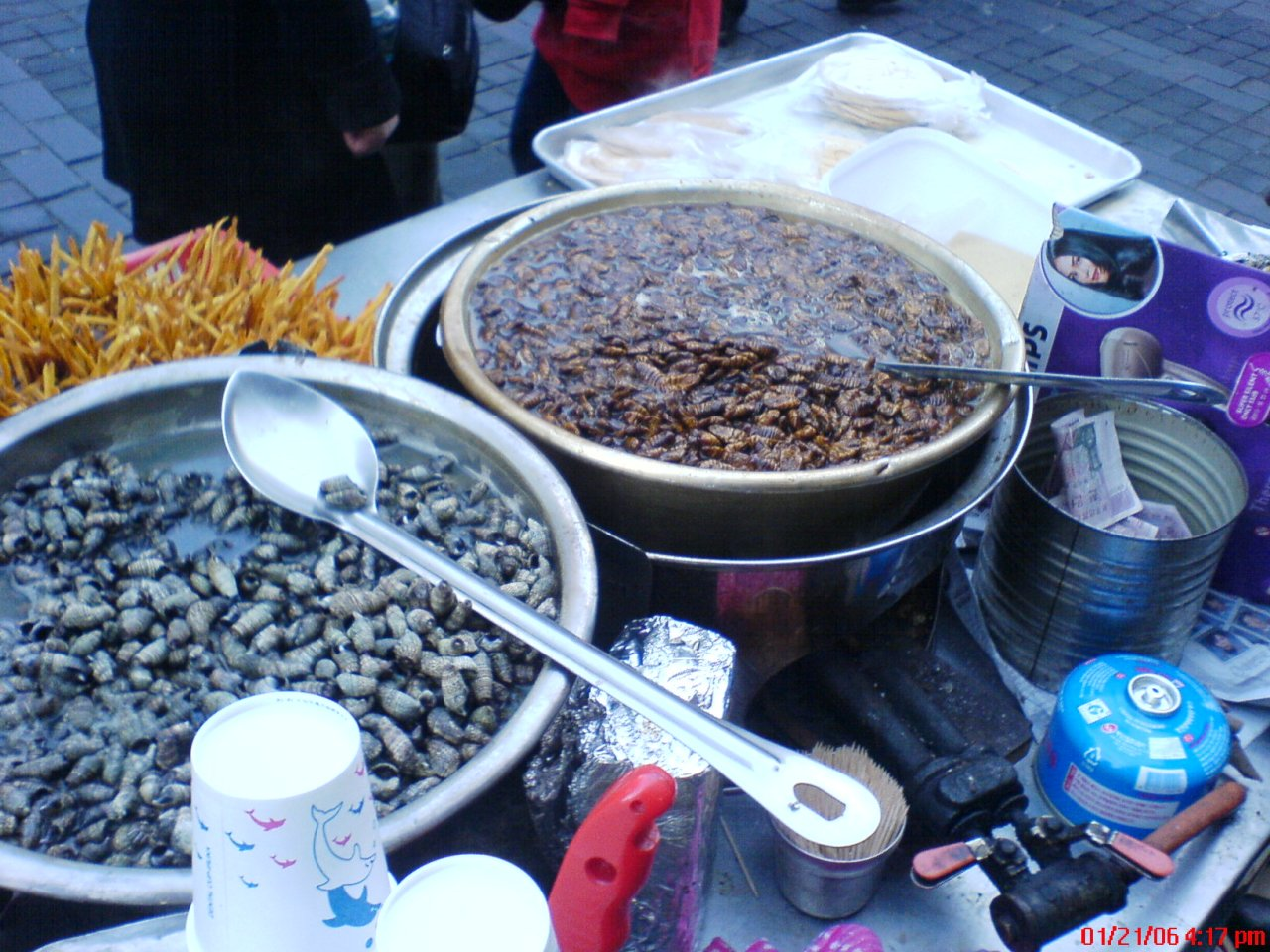
Caracoles y larvas de gusanos de seda hervidos en Insadong, Seúl (Corea del Sur).

El tteokbokki, el odeng, el mandu, el gimbap, el beondegi (pupa de gusano de seda hervida) y el caracol de río, el calamar y la gamba fritos y los pinchos de pollo están entre las comidas callejeras presentes en puestos de toda Corea del Sur. La mayoría de los vendedores callejeros encienden sus woks con aceite por la tarde, anticipándose a la afluencia de peatones. Para desayunar, los sándwiches tostados al estilo coreano siguen siendo muy populares en Seúl y otras grandes ciudades. Otros aperitivos comidos con frecuencia son los pasteles con relleno dulce, como el hotteok y el bungeoppang.
A veces los conceptos originales de la comida callejera se convierten en franquicias completas, como ha sido el caso de Isaac Toast, seguido por Sukbong Toast y Toastoa, que son grandes cadenas coreanas de tostadas y sándwiches.

### Filipinas
Las comidas callejeras más comunes de las Filipinas incluyen las bolas de calamar fritas, las bolas de pescado y el kikiam, un tipo de pollo procesado que se sirve en palo, con una variedad de salsas para mojar.
Los puestos callejeros también sirven a la barbacoa cerdo, pollo y despojos, como sangre de cerdo o pollo, cabezas de pollo, patas de pollo, oreja de cerdo e intestinos de pollo. Entre las comidas más exóticas se cuentan el balut y el penoy (huevos de pato cocidos, con y sin el feto respectivamente), tokneneng y kwek-kwek (huevos de pollo y codorniz rebozados y fritos, de forma parecida a la tempura) y pollitos fritos. Los calamares fritos también se consumen mucho en todo el país, al resultar baratos.
Otro aperitivo es el taho, un tipo de tofu blando servido con jarabe y bolas de tapioca, junto a otros más comunes, como hamburguesas, perritos calientes y algodón de azúcar.
También se vende palamig (literalmente ‘refrigerador’) junto a productos más tradicionales como el halo-halo, los zumos de fruta o los sorbetes, normalmente producidos localmente con leche de coco.

### India

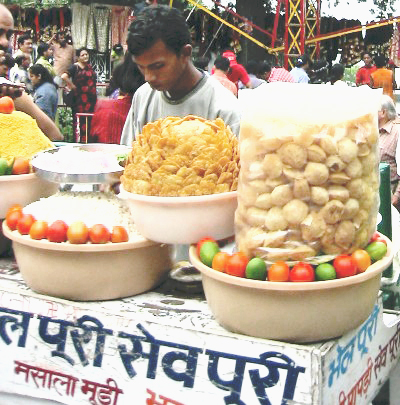
Puesto de chaat en la India.

La quintaesencia india de la comida callejera es el chaat, un nombre genérico para una mezcla ácida y picante cuyos ingredientes pueden cambiar mucho. El sabor ácido suele conseguirse con limón, semillas de granada, kala namak (sal negra), tamarindo y varios chutneys. El chaat puede prepararse con fruta, siendo populares la guayaba, el plátano, la manzana, el melón, etcétera. También pueden usarse pequeños panqueques crujientes hechos con harina frita, llamados papri, junto con yogur. Las patatas salteadas con polvo de comino negro constituyen otra variante. En las ciudades indias, los vendedores callejeros también venden bebidas, incluyendo lassi (yogur vendido normal, dulce o con sabor a fruta), sharbat y jal jeera. También pueden encontrarse tiendas de kebabs que venden a la calle.
Otras comidas callejeras son:
- Panipuri (también llamadogolgappa o phuchka) y bhelpuri: bolas huecas crujientes de masa, que se rellenan en el momento de comerlas con un mejunje picante hecho con agua y patata, cubiertas con chutney dulce o picante.
- Aloo tikki: croquetas de patata machacada y masala fritas en aceite. Se sirven típicamente con un curri de garbanzo llamado chholey. Son populares en invierno en el norte de la India.
- Chaap: una versión de los pastelitos de patata rebozados con harina y fritos. Se acompañan con cebolla y rodajas de remolacha. Se llaman con este nombre en el este del país, donde pueden comprarse en los trenes que viajan a Calcuta.
- Puri sabzi (o bhaji): disponible principalmente en el norte, especialmente en Uttar Pradesh, es un curri (sabzi) normalmente de patata en gravy. A veces, especialmente en el sur del país, las patatas no llevan gravy y los puris se hacen exclusivamente con harina refinada (maida).
- Chai faen: té (chai) con una galleta tostada llamada faen (quizá una corrupción de fan, ‘ventilador’ en inglés, por su forma), o khari en otras partes del país. Se encuentra en el norte, especialmente en Uttar Pradesh, en ciudades como Agra y Mathurā.
- Vada pav: un ejemplo de comida callejera del oeste de la India.
- Masala chai: té especiado.
- Yalebi (en el norte) o yanguiri (en el sur): un dulce frito mojado en almíbar.

#### Variantes regionales
Hay mucha comida callejera a la venta en el estado de Maharastra. La gastronomía callejera de Pune incluye «vada pav, panipuri, ragda rav, kutchi dabeli, sev puri, dahi puri, pav bhaji, bhurji de huevo, chanachur, buddhi ke bal y gola.» Bombay (en Maharastra) es el lugar en el que surgió el vada pav, que aunque se considera un plato de restaurante tuvo unos comienzos humildes como plato callejero, siguiendo de hecho a la venta en tenderetes.
La comida callejera de Calcuta incluye phuchkas, jhal mudis, rollos (principalmente de huevo, también de pollo y cordero), chops mixtos de verdura y patata, cacahuetes, palomitas de maíz y frutas de sartén, que suelen comerse con mudi (arroz inflado), siendo variedades comunes el beguni (berenjenas fritas en rebozado de garbanzo), el phuluri (rebozado de garbanzo frito) y las pakodas (verdura variada frita en rebozado de garbanzo). Calcuta también es conocida por los puestos callejeros llamados bhater hotels (‘hoteles de arroz’), que sirven platos basados en arroz.
Kerala, al sur de la India, tiene thattukadas, carros o furgonetas cubiertas con cocinas y utensilios, que ofrecen thattu dosa, un ligero crepe de harina de arroz frito en aceite de coco y servido con chutney de coco. El menú de un thattukada incluye tortillas, fritura de cerdo picante y porottas (parecidas a naans, pero batidas y mezcladas con aceite).
En Tamil Nadu hay thalluvandis, parecidos a los thattukadas de Kerala. La comida callejera tradicional incluye bajji (verdura frita en harina de garbanzo), bonda (bolas de patata con harina de garbanzo fritas), vadai (masa de lenteja frita) y numerosas variedades de dosais e idlis, servidas todas con el tradicional chutney de sambhar y coco.
Karnataka tiene sus propias especialidades, como el idli, la masala dosa, la vada, el chakkuli, el ragi rotti, el jolada rotti, el churumuri, etcétera.

### Indonesia
La comida callejera parece estar por todas partes en Indonesia, resultando muchas veces mejor que la de restaurante, especialmente en zonas turísticas donde los menús son caros y su calidad pobre. La comida callejera puede adquirirse a vendedores ambulantes en bicicleta o carro, conocidos como pedagang kaki lima o makanan, yendo las recetas de arroz mixto o frito, sopas y satays hasta pasteles, tempeh o bebidas como el es kacang hijau.

### Japón

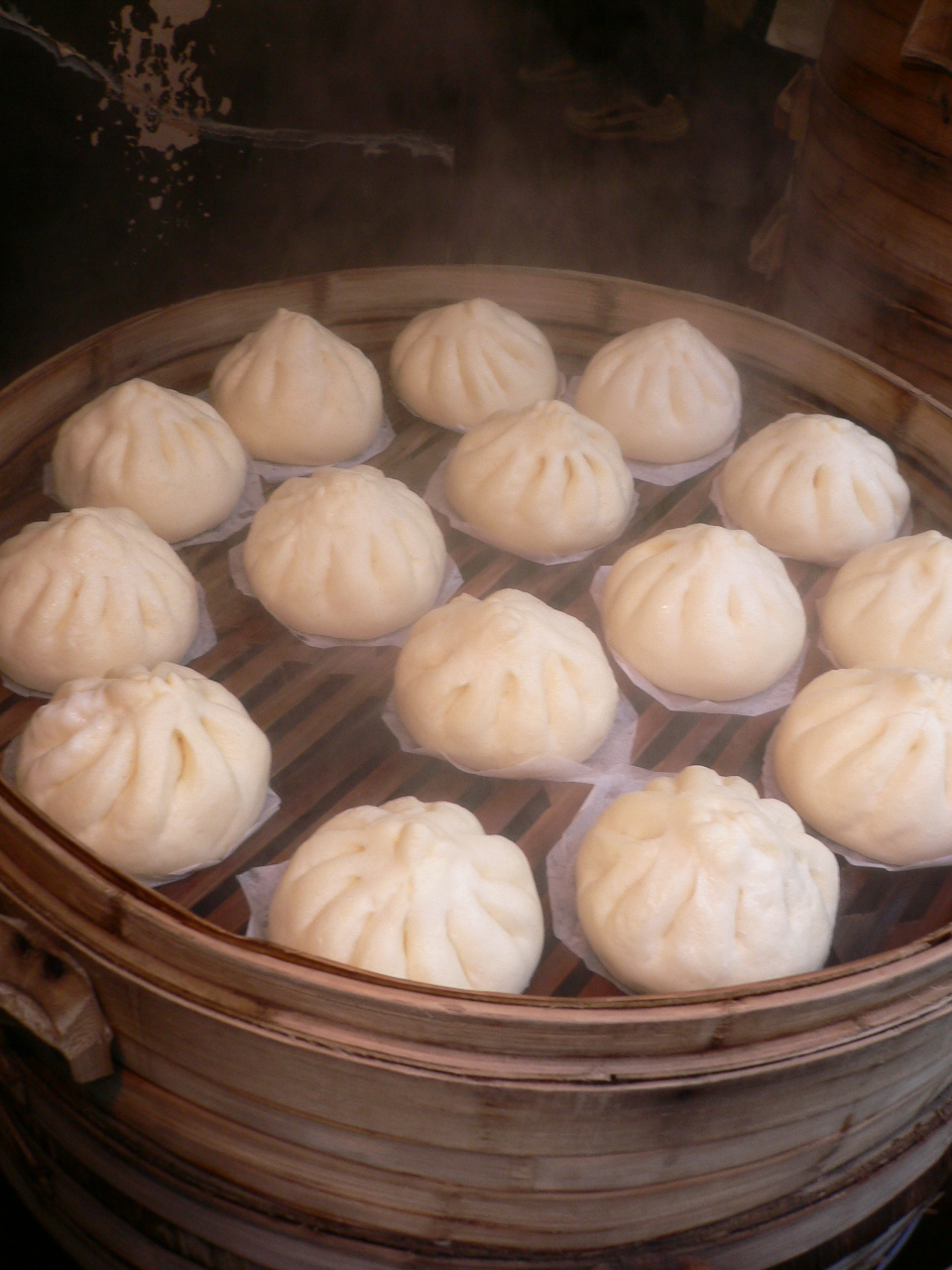
Nikuman en Japón.

En Japón son omnipresentes los fideos udon, soba y ramen, como muestra la película Tampopo. También son comidas callejeras japonesas famosas el takoyaki (dumpling de pulpo), el nikuman y el castella (un tipo de bizcocho). También son populares los pasteles dulces, como el taiyaki y el imagawayaki.

### Pakistán
Hay algunas recetas comunes que están disponibles en toda Pakistán, como el bun kebab (la versión local de hamburguesa) servido con shami kebab halal y especias, y también gunnay ka rus (zumo de caña de azúcar). Otros alimentos son la pahata, un rollo de pan frito relleno de ternera o pollo, con cebolla, tomate y raita (yogur). El yalebi es un dulce popular servido en toda Pakistán. El chaat es un plato básico, normalmente con muchas especias.
En toda la ciudad de Karachi puede comprarse maíz y guisantes a vendedores ambulantes. Se mezclan con arena en una bandeja caliente y entonces se ciernen. La sopa de pollo y maíz, con o sin huevo, y la sopa pastún (una sopa de pollo más tradicional) son delicias habituales. La especialidad local de Peshawar son las chiras, o codornices hechas al carbón y comidas enteras.

### Tailandia
La comida callejera de Tailandia incluye platos de fideos, entre ellos el pad thai, el rad naa (fideos planos con ternera, cerdo o pollo y verdura, cubierto con un gravy claro) y su gemelo, el pad see iw (los mismos fideos planos fritos sin gravy, con salsa de soja oscura, verdura, carne y guindilla). Otros platos son el tom yum kung (una sopa), khao pad (arroz frito), varios tipos de satay y diversos curris. El chikuwa japonés y las salchichas alemanas también están presentes en Bangkok. La comida de canal se ha vedido desde hace dos siglos desde botes en los ríos y canales tailandeses, pero las modernizaciones emprendidas por el rey Chulalongkorn a principios del siglo XX cambiaron la tendencia hacia puestos en tierra.
Muchos tailandeses hacen cuatro o cinco comidas al día, a menudo con amigos o familiares en carros de comida callejeros. En algunas regiones de Tailandia y la mayoría de las capitales provinciales, un discreto aparcamiento o zona junto a una carretera puede estar vacío durante el día, pero transformarse un animado distrito gastronómico al anochecer, cuando llegan los vendedores con sus carros.

### Taiwán
La comida callejera de Taiwán es famosa en la cultura china, especialmente la procedente de la zona de Tainan.
Las influencias incluyen recetas hoklo (Min Nan) llevadas por emigrantes durante el reino de Tungning y platos japoneses del periodo colonial japonés, hasta 1949, cuando los nacionalistas se retiraron a la isla con gente de otras provincias del continente.
Entre los platos callejeros taiwaneses están el tofu apestoso frito, el panqueque de ostra, el zongzi (especialmente en Tainan), la albóndiga frita, el zumo de caña de azúcar, la sopa de tortuga de caparazón blando, la sopa de bolas de pescado, el baozi, los pasteles de arroz hechos con sangre de cerdo, y los platos de arroz y fideos.
El té de burbujas surgió en las calles taiwanesas.

### Oriente Medio
En Oriente Medio es popular el shawarma, hecho habitualmente con pollo o cordero. El ful, un plato hecho con haba, es común en muchos países árabes. En Siria y el Líbano se venden pasteles hechos con masa blanda, tanto abiertos (como una pizza pequeña), como rellenos, llamados fatayir, man'oushe o basbouse según el tipo. Los ingredientes, con los que se rellenan o cubren, incluyen zaatar, guindilla, espinaca, carne, salchicha, queso y aceitunas. Los puestos de zumo en Siria y Egipto venden bebidas frescas de toda la fruta de temporada, además de la caña de azúcar.
También se venden en puestos de Palestina, Siria, Jordania e Israel dulces remojados en almíbar como el knafeh, hecho de queso y masa, y el madlu'e, de cuajada dulce sobre una galleta con mucha masa. Los quesos dulces son una especialidad de Hama (Siria central).

#### Israel
En las calles de Israel pueden encontrarse el sabich, un pan de pita relleno con huevo duro, berenjena, tahini y amba, un encurtido de mango con sabor parecido a un chutney o achar. El plato fue introducido por los judíos iraquíes. Los böreks son comunes, vendiéndose desde carros delante de las panaderías. Los platos callejeros más comunes son el falafel y el shawarma.

#### Siria
En primavera se venden en las calles de Siria almendras verdes enteras desde carros. En verano pueden encontrarse higos chumbos y pistachos enteros frescos. Los vendedores callejeros, así como los de bebidas, con una ropa tradicional y la mercancía en un recipiente atado a la espalda, venden zumo de mora y regaliz.

## Australasia

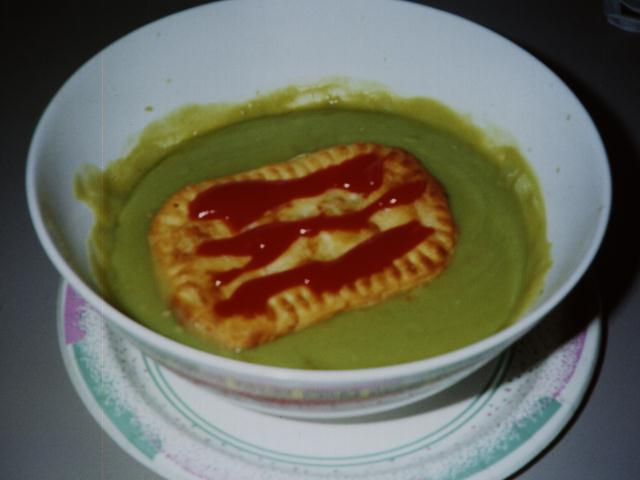
Un pie floater.

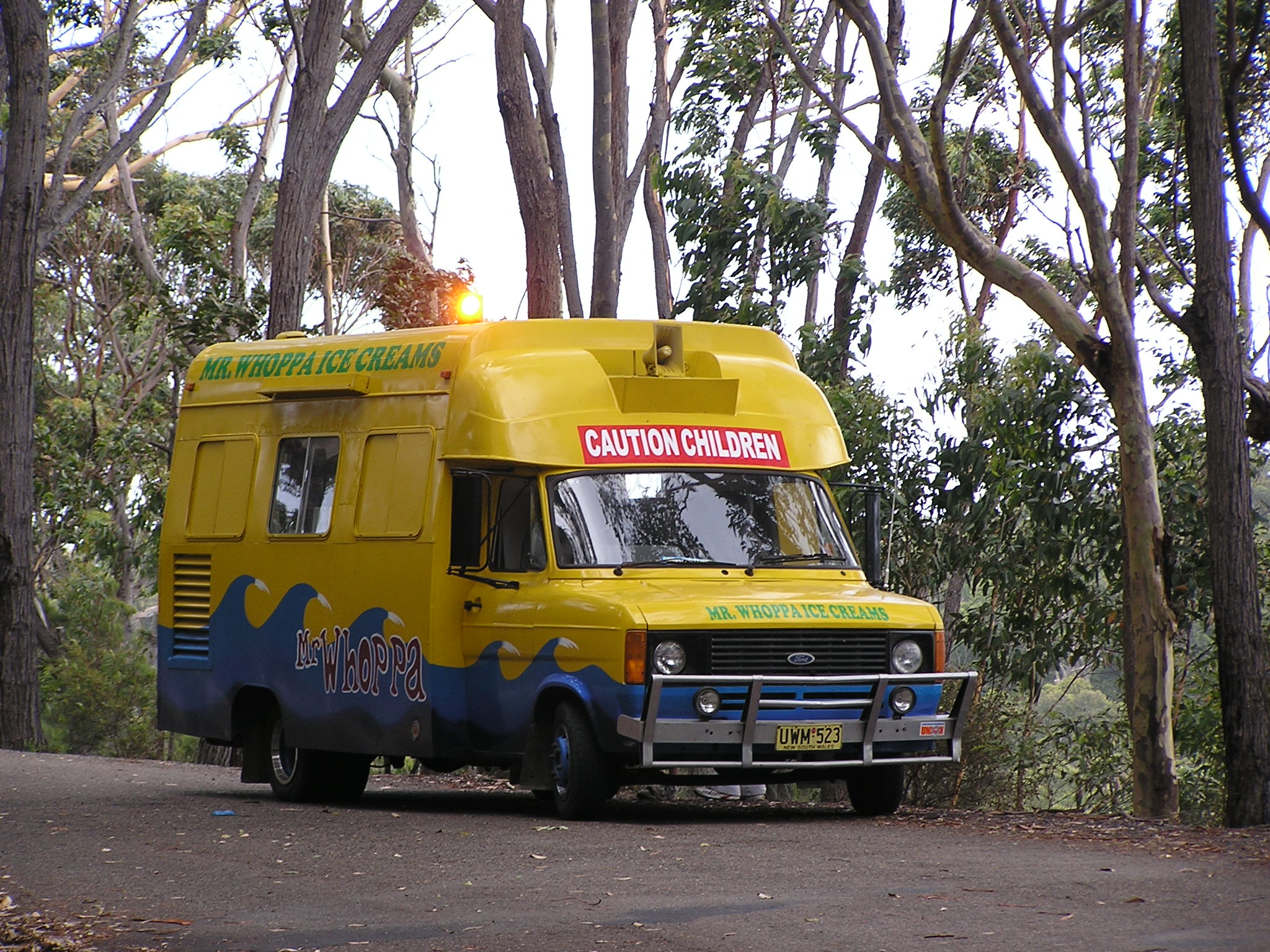
Un camión de helados en Batemans Bay (Nueva Gales del Sur, Australia).

### Influencias británicas en Australia
La comida callejera más común en Australia es el sausage sizzle (‘salchicha chisporroteante’), que suele consistir en una salchicha fina o filete hecho a la barbacoa y servido sobre una rebanada de pan, opcionalmente con cebolla frita, queso, mostaza y tomate o salsa barbacoa. Los tenderetes suelen ser atendidos por grupos deportivos o de caridad locales para obtener fondos.
El pie floater es un plato servido desde carros en Adelaida y otros lugares del sur de Australia. Estuvo más ampliamente extendido en otras partes del país, pero su popularidad decayó. Consiste en un pastel de carne australiano cubierto con kétchup sobre un plato de sopa de guisantes.
La gente puede comprar helado de crema y otros helados de camionetas que circulan por las calles. Estas avisan a los potenciales clientes con una música particular, como por ejemplo Greensleeves o The Entertainer.

### Recetas griegas y libanesas en Australia
En Melbourne y Sídney los kebabs y souvlakis se han convertido en las principales comidas callejeras gracias al alto porcentaje de población griega y libanesa de ambas ciudades, siendo popular como entremés nocturno, especialmente para acompañar la cerveza.

### Nueva Zelanda
La comida callejera más común en Nueva Zelanda son las hamburguesas, perritos calientes (rebozados y en palo), sándwiches tostados y patatas chip, vendida desde camionetas. Como en Australia, también son frecuentes los helados y sausage sizzles.

## Caribe

### Barbados
En las Barbados los fishcakes son una comida callejera común. Se hacen con trocitos de bacalao en salazón, condimentados, mezclados con harina y fritos. Los fishcakes se venden en eventos multitudinarios, como ferias escolares y conciertos, y también pueden encontrarse en freidurías como las de Baxter's Road en la capital, Bridgetown. Suelen comerse con saltbread, un pan grueso y redondo, llamándose el sándwich resultante bread-and-two y encontrándose en la mayoría de establecimientos de toda la isla.

### Haití
En Haití los vendedores callejeros venden platos como plátanos fritos, griot (cerdo o ternera fritos), frescos (refresco de fruta), pan de casava y patties haitianos (masa rellena con pollo, pescado, ternera o cerdo).

### Islas Vírgenes
Son comidas callejeras populares en las Islas Vírgenes los patés (parecidos a las empanadas de Puerto Rico y la República Dominicana, consisten en masa frita con diversas rellenos, incluyendo caracola, bacalao en salazón, ternera, pollo y langosta), el pescado frito, los muslos de pollo frito y el johnnycake (masa frita).

### Jamaica
La comida callejera más común de Jamaica es el pollo o cerdo adobados con una mezcla de especias muy picante (jerk), consistente principalmente en bonete escocés, cebolla, cebolleta, tomillo y pimienta de Jamaica, y hechos habitualmente a la barbacoa hecha a partir de algún tambor metálico o cualquier otro objeto que pueda convertirse en una. Se acompaña a menudo con panapén y festival, una masa frita endulzada.

### Puerto Rico
Puerto Rico es famoso por su comida callejera, que es popular tanto en el Caribe como en el continente Norteamericano. Entre la comida callejera típica se encuentran los pinchos (kebabs de cerdo, pollo o marisco en pincho, normalmente picantes y con salsa barbacoa, que se sirven sobre pan y a menudo se fríen enteros).
Las empanadas también son muy populares. Consisten en pasteles de masa frita o harina de yuca rellenos de pollo, carne picada, patata, maíz, fruta, queso o marisco. También hay combinaciones, como queso con carne, queso con fruta, patata con carne, o incluso gandules con coco y pizza.
También están la papa rellena, una bola de patata frita rellena de carne o queso; la arepa rellena con carne frita, marisco o ensalada de marisco y cocida en leche de coco si el cliente lo desea; el bacalaíto, una fruta de sartén hecha de masa con bacalao en salazón; y la alcapurria, una croqueta de malanga rellena de carne, de yuca molida con marisco o picadillo. La malanga puede ser una combinación de patata, plátano, banana verde y calabaza tropical.
Los platos basados en plátanos son populares en las calles de Puerto Rico, como es el caso de los pasteles (una combinación de tubérculos, plátanos o bananas machacados, o plátanos rellenos de cerdo y envuelto en hojas antes de cocerlos), los piononos (una tajada de plátano maduro, o uno entero cortado por la mitad, frita y luego rellena de carne picada, queso, pasas, alcaparras y aceitunas) y los plátanos rellenos (parecidos a las papas rellenas, pero usando plátano en lugar de patata).
También se encuentra los sorullos, hechos de harina de maíz frita y con forma de dedo grueso, que pueden ser dulces o salados. Se rellenan con queso blanco puertorriqueño, cheddar o mozzarella, y se sirven con aliño ruso. Los sorullos dulces llevan azúcar en la masa y se rellenan con queso blanco y pasta de guayaba.

### República Dominicana
Las frituras con comillas callejeras comunes en la República Dominicana. Las empanadas son un aperitivo muy típico, hecho con harina de trigo frita, siendo también comunes las elaboradas con harina de casava, que se denominan catibías. Se rellenan con queso, pollo, ternera y verdura. Los puestos de empanadas también venden yaniqueques (de jonnycake), unas tortillas redondas fritas crujientes, que suelen tomarse con sal y kétchup, y también frituras de plátano y salami frito o cocido.
Se venden hamburguesas en los puestos llamados chimis, que también ofrecen sándwiches llamados chimichurris. Los chimis también ofrecen ocasionalmente perritos calientes y otros tipos de sándwiches.
También pueden comprarse en la calle mazorcas de maíz, normalmente a vendedores que se mueven en triciclos. Los vendedores de dulces que ofrecen golosinas tales como el coco caramelizado y el dulce de leche venden su mercancía en los cruces importantes de las ciudades, a veces desde tenderetes propios.

### Trinidad y Tobago
En Trinidad y Tobago hay puestos de roti (pan plano indio) y bake and shark (un pastel con tiburón) que venden platos callejeros como, además de los anteriores, dahl puri, fried bake y doubles, el más popular.
El roti es un pan plano procedente de la India, tierno por dentro y crujiente y quebradizo por fuera. Se cocina en una plancha de hierro llamada tawah (tava) o plateen y se sirve con pollo, cerdo o ternera al curry.
El dahl puri es parecido al roti, pero más tierno y flexible, y lleva lentejas machacadas cocidas con azafrán en el centro de la masa, antes de enrollarla y cocerla. Se sirve también con pollo, cerdo o ternera al curry.
El fried bake se hace friendo bolas de masa aplastada, que quedan esponjosas e incrementan su grosor al freírse. Puede servirse con plátano maduro frito, cualquier carne o gravy. En los puestos de bake and shark los fried bakes se rellenan con filetes de tiburón y se aliñan con distintos condimentos, incluyendo pimienta, ajo y chadon beni.
El doubles se hace con dos panes planos llamados baras (‘grande’ en hindi) que se rellenan con channa (‘garbanzo’) y se cubre con pimienta y chutney de pepino, mango, coco o chadon beni. Puede tomarse enrollado o abierto, cada bara por separado.

## Europa
Hay muchas especialidades callejeras nacionales en Europa, pero algunas han superado sus fronteras. Un buen ejemplo de ello es el shawarma, llevado al continente por los inmigrantes árabes y turcos, y que abunda en el Barrio Latino de París.

### Alemania

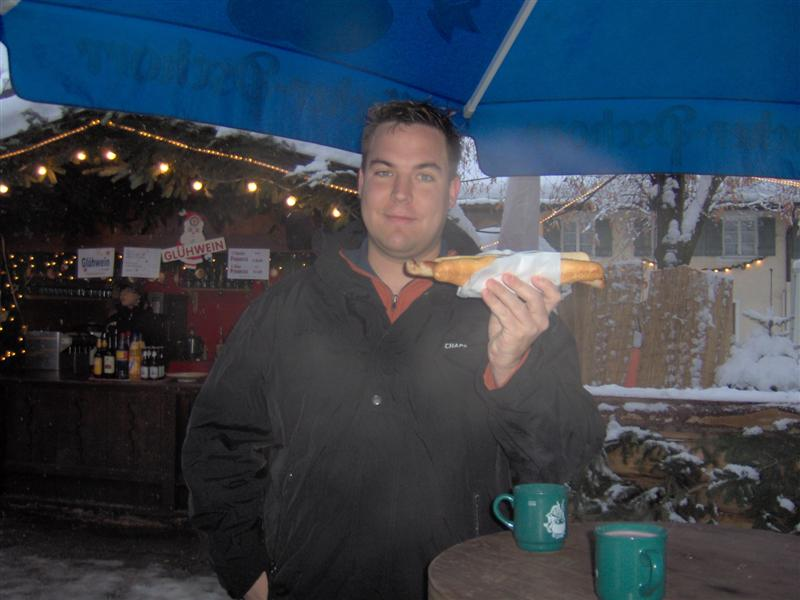
Bratwurst y glühwein en Garmisch-Partenkirchen.

Alemania, con su abundante población turca, cuenta con varias recetas callejeras de ese país además del shawarma. El döner se encuentra por todas partes, y especialmente en el barrio berlinés de Kreuzberg. Más tradicional es el fleischkäse bávaro (también llamado leberkäse), un pastel de carne cortado en rodajas del grosor de un dedo y normalmente servido con mostaza dulce en un rollo. Alemania es también famosa por su gran variedad de salchichas, que se usan en platos típicamente callejeros como la currywurst. Las patatas fritas son populares, servidas con kétchup o mayonesa, y a veces con salchicha. Los tenderetes callejeros de aperitivos venden cerveza y botellitas de whisky, schnapps o vodka.
Hay también un número creciente de puestos norteafricanos que venden shawarma, falafel y halumi.

### Los Balcanes
La comida callejera de los Balcanes, al igual que el resto de su gastronomía, está fuertemente influenciada por la del Imperio Otomano, siendo comunes en Turquía y los Balcanes variantes del burek, un pastel quebradizo relleno. El ćevapi, un tipo de kebab, es popular en toda la región formada por la antigua Yugoslavia y Rumanía, donde se llama mititei.

### Benelux
En los Países Bajos y Bélgica se sirven patatas fritas con salsas como la mayonesa, el kétchup, el curry o la salsa tártara (esta última principalmente en Bélgica). La combinación de mahonesa, kétchup o curry con cebolla picada se llama speciaal (‘especial’), y la mahonesa mezclada con salsa de cacahuete se llama oorlog (‘guerra’).
Patatas fritas
En Bélgica se encuentra una variedad de patatas fritas más gruesa, llamada friet o frieten. En los Países Bajos son más finas y suelen llamarse patat (‘patata’ en el sur del país y la Región Flamenca) o a veces friet (del verbo francés frire, ‘freír’) o patat friet. Algunas tiendas de los Países Bajos venden también Vlaamse friet (‘[patatas] fritas flamencas’, parecidas al tipo que se vende en Bélgica), pero es mucho menos común que la variante más fina. En Bélgica las patatas se fríen tradicionalmente en sebo, mientras en los Países Bajos se prefiere aceite vegetal.
Países Bajos

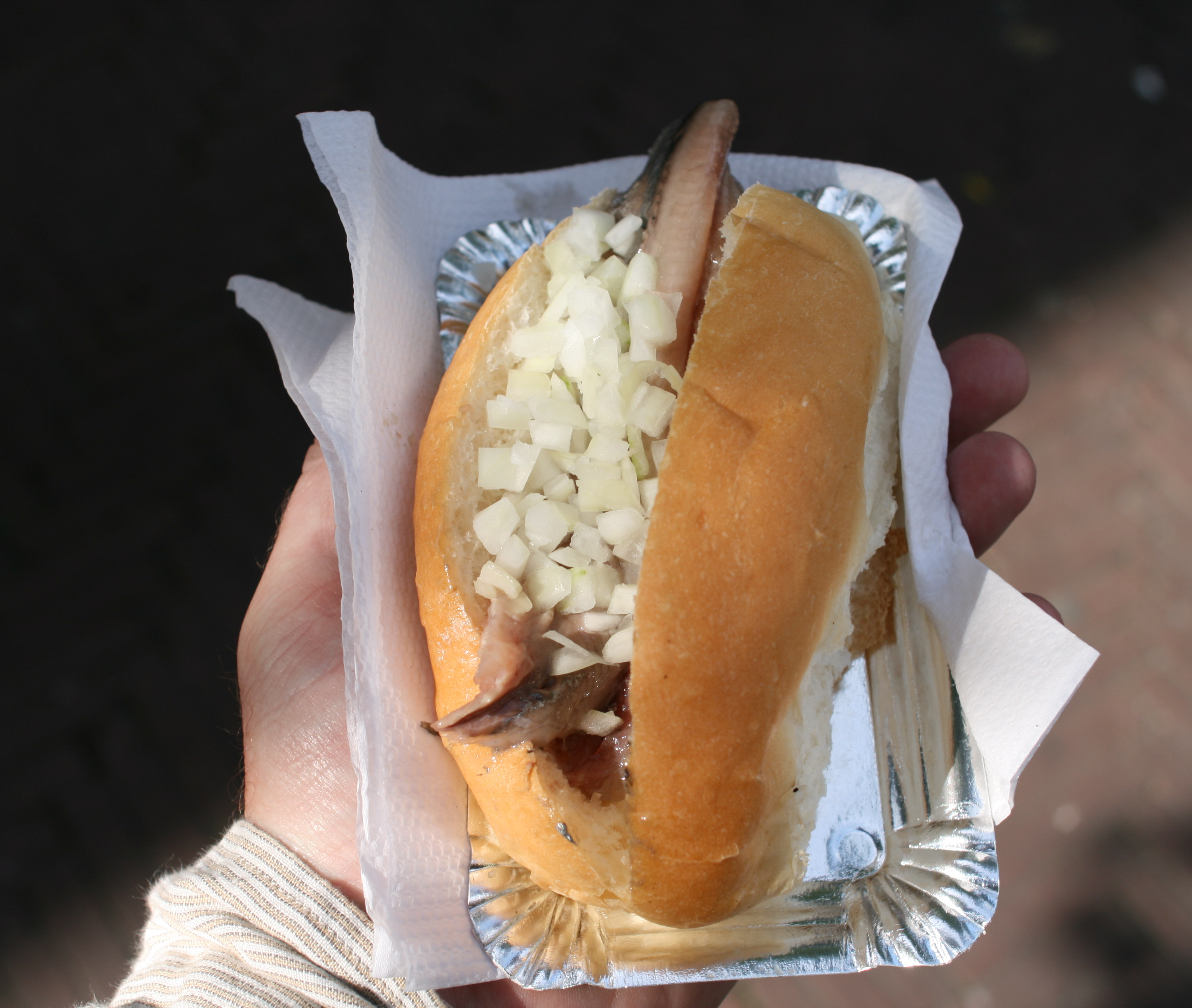
Un broodje haring met ui, panecillo tierno con arenque crudo y cebolla picada.

En los Países Bajos la comida callejera suele venderse en una tiendecita llamada snackbar o cafetaria, que es una mezcla de cafetería-bar y restaurante de comida rápida. Estas tiendas también pueden contar con máquinas expendedoras neerlandesas típicas, llamadas automatiek. Aunque la patat friet supone el grueso de la comida vendida, se ofrecen muchos otros platos, incluyendo diversos tipos de aperitivos de carne frita como las kroketten y frikandellen, y aperitivos de queso como el kaassouffle (queso empanado frito). A menudo se ofrecen también hamburguesas, helados, panecillos con diferentes rellenos y a veces también pizza, falafel, döner kebab y shoarma. Los rollitos de primavera vietnamitas fritos y otros aperitivos originalmente asiáticos y surinameses como el bapao (un baozi relleno de carne picada) y el barra (un tipo de dónut salado frito) se han hecho muy populares desde los años 1980.
Además de los snackbars, también pueden encontrarse tenderetes callejeros llamados viskraam o haringkar (‘puesto de pescado’ o ‘carro de arenque’ respectivamente) que venden diferentes platos de pescado frito, ahumado y crudo. Aparte del popular arenque crudo servido con cebolla picada (el panecillo y el pepinillo son opcionales), estos puestos venden también pescados como la caballa, la anguila ahumada y el kibbeling (trozos de bacalao frito).
En las fiestas, mercados y especialmente en Nochevieja, los puestos callejeros de todo el país venden un tipo de beignet llamado oliebol (‘bola de aceite’). También pueden comprarse otros dulces como los gofres y los buñuelos de manzana.
Bélgica

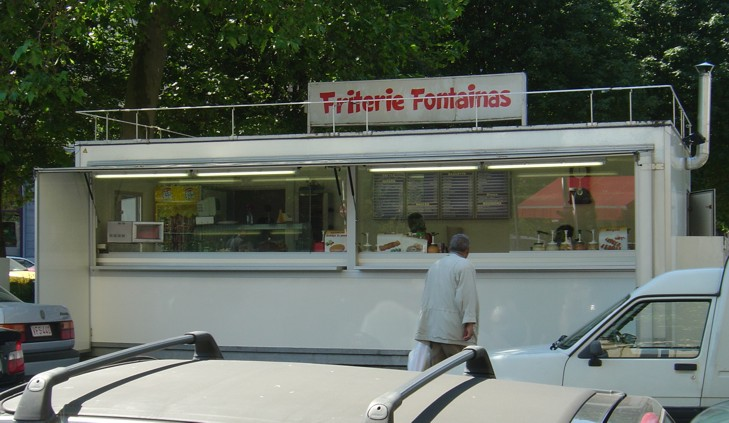
Un frietkot, vendedor callejero de patatas fritas, en Bruselas.

En Bélgica las friet o frieten se compran principalmente a vendedores callejeros, conocidos como frietkot.
Los gofres al estilo de Lieja (wafel en neerlandés o gaufre en francés) se sirven templados como meriendas callejeras. También es popular el panqueque, más esponjoso que el crepe francés o el blini ruso.

### Eslovaquia
En Eslovaquia la comida callejera incluye mazorcas que maíz dulce cocidas, rebanadas de pan plano fritas con ajo y sal u otros condimentos (lángos) y panecillos fritos con semilla de amapola rellenos de mermelada o queso crema (pirozky), además de helados en verano y castañas asadas en otoño. En los mercados de los sábados se venden ciganska pecienka (cerdo asado al estilo gitano), salchicha asada y otros platos. También se encuentras crepes y sándwiches frescos.

### España
El concepto de comer la calle no tiene mucha tradición en cultura española, prefiriéndose el tapeo en bares y terrazas. Sin embargo, en invierno es frecuente encontrar en las calles puestos de castañas y boniatos asados, especialmente en la mitad norte del país, y en fiestas y ferias se venden churros y diversos dulces y golosinas en tenderetes dispuestos para la ocasión. En ciudades y playas es frecuente encontrar vendedores callejeros de helados y bebidas. Desde 2020, se puede encontrar en Barcelona, una comida callejera llamada Tino.

### Francia
En Francia, muchos establecimientos (brasseries, charcuterías traiteur y panaderías-pastelerías) tienen una ventanilla para despachar comida rápida para llevar. Los bocadillos son una comida callejera frecuente, y se suelen hacer con baguetes, rellenándose con jamón cocido y mantequilla (jambon-beurre), jamón y queso (jambon/fromage) o camembert y mantequilla (camembert/beurre). Los rellenos y el tipo de pan varían de una región a otra; por ejemplo, en la región de Niza, se vende el tradicional pan bagnat para llevar. Otro tentempié frecuente es la crepe, con relleno dulce o salado. La crêpe complète lleva jamón, queso rallado y huevo, constituyendo un almuerzo completo, y la crêpe con salchicha es típica de la región de Rennes. También se encuentran gofres, con crema de cacao, mermelada, nata montada, Grand Marnier o azúcar, o porciones individuales de quiche.
También se encuentran en la calle pizza por porciones, kebabs y paninis, un tipo de pizza de pan hecha a la parrilla. Durante el invierno son tradicionales las castañas asadas, y en verano muchos puestos venden helados y sorbetes.

### Hungría
La comida callejera no es especialmente frecuente en Hungría, aunque las tiendas de gyros se están popularizando. El rétes (strudel) es bastante común, y el lángos (un pan frito) suele encontrarse en mercados y celebraciones. En general, los húngaros que buscan comida rápida se sientan para consumirla, incluso aunque sea en bufés chinos o en un 'főzelékfaló (bar de purés de verdura).

### Italia
La comida callejera italiana más notable es la pizza, vendida para llevar. La pizza al taglio (‘pizza al corte’) es distinta a la servida en pizzerías. A diferencia de esta, que normalmente es redonda y surgió en Nápoles también como comida callejera, suele hacerse en grandes bandejas cuadradas, vendiéndose en porciones cuadradas o rectangulares. Suele tener una base bastante gruesa, respecto a la tradicional de restaurante. Suelen llevar tomate y queso, champiñón, salchicha italiana, prosciutto y verdura.
Otros platos callejeros son la focaccia di Recco genovesa, una capa doble de masa fina rellena con queso quark y horneada; la farinata (fainá), una masa clara de harina de garbanzos al horno, cubierta con sal, pimienta y aceite de oliva, servida a menudo con focaccia (un pan fino, también con sal y aceite); la trippa (tripa) y el lampredotto florentinos, tripa de buey cocinada en caldo condimentado y servida con panecillos; y los supplì romanos, croquetas de arroz rellenas de queso y otros ingredientes, parecidas a los arancini sicilianos, que suelen ir rellenos con salsa de carne y guisantes.
En Gastronomía de Nápoles los puestos de frituras, conocidos como friggitorie, venden pasteles rellenos y otras recetas. En Palermo un plato callejero serían los pani ca meusa (panecillos con rodajas de bazo de cerdo) y el panelle, masa de harina de garbanzo frita. En el centro de Italia es común la porchetta, cerdo picante asado entero y deshuesado, que suele servirse en pan.

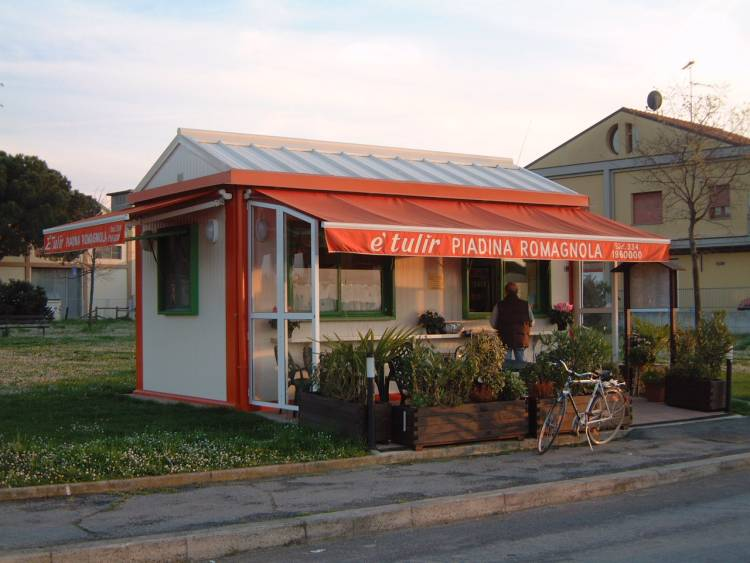
Quiosco de piadinas en Macerone (Cesena).

En la región de Romaña, y especialmente en la provincia de Forlì-Cesena, se encuentra un pan plano llamado piadina, que se vende en quioscos y suele consistir en un sándwich relleno con diversos salumi, queso y verdura. Una variante muy común es el crescione, una piadina cocinada como una empanadilla, que habitualmente se rellana con salsa de tomate y mozzarella, o calabaza, patata cocida y salchicha.
Los vendedores callejeros ofrecen melón en los meses de verano y castañas asadas (caldarroste) en invierno, especialmente por Navidad. El gelato se vende y consume todo el año.
Las rosticcerie, que la mayoría de las veces venden comida para tomar en casa, tienen también a veces un mostrador para consumir en el momento los platos, siendo los más comunes el pollo asado, las patatas asadas, la polenta frita y otras guarniciones.
La sustancial población inmigrante de Turquía y Oriente Medio ha hecho también que el shawarma y otros platos de esa región ganen popularidad.

### Malta
Los pastizzi son pastelitos rellenos de requesón o pasta de guisante que pueden comprarse en prácticamente toda Malta. Los de requesón (pastizzi tal-irkotta) tienen forma de diamante con un agujero en el centro por el que puede verse el queso, mientras los de guisante (pastizzi tal-pizelli) tienen la misma forma pero parecen más un sobre de hojaldre sin agujero. Las tiendas que venden estos pasteles se llaman pastizzeriji y ocasionalmente venden también otras tartas saladas, qassatat (un pastel con forma de bola abierto por arriba y relleno igual que los pastizzi, y ocasionalmente con una mezcla de atún y espinaca), imqaret (pasteles fritos rellenos con una mezcla de dátil machacado), porciones de pizza, panecillos con salchicha, arroz al horno, timpana (pastel de macarrones al horno) y a veces arancini.
Las hamburguesas, perritos calientes y productos similares se venden desde camionetas, reemplazando a clásicos malteses como el ħobż biż-żejt, la bigilla y la timpana. Aunque el ħobż biż-żejt es un plato callejero, suele comprarse más en tiendas que en tenderetes, y consiste en un sándwich hecho con un pan plano llamado ftira o uno redondo llamado hbejza relleno con diversos ingredientes disponibles en el local. La receta básica de ħobż biż-żejt consiste en la miga del pan con aceite y kunserva (pasta de tomate), atún, encurtidos y otras delicias que cambian de una tienda a otra. Es habitual también servir té con leche en vasitos a los clientes habituales.
Ocasionalmente, pero cada vez más raramente, se encuentran vendedores callejeros de sinizza, una bola frita de pescado, rebozado y otros ingredientes.

### Polonia
Entre las comidas callejeras populares de Polonia están los zapiekanki, unas pizzas de pan francés al estilo polaco con distintos ingredientes; los obwarzanki de Cracovia, que son como bagels pero con agujeros mayores; y los precle (o pretzels). Sin embargo, la comida callejera más popular en Polonia parece ser el helado (lody), siendo parte habitual del paisaje urbano las largas colas a las puertas de las heladerías para adquirirlos.

### Reino Unido
En el Reino Unido se encuentran furgonetas que venden kebabs, hamburguesas y patatas fritas, especialmente de noche. En las ferias hay puestos vendiendo algodón de azúcar y dónuts.
Los camiones de helados se consideran un rasgo característico del verano, y suelen tocar canciones famosas como Greensleeves o Teddy Bears' Picnic para que anunciarse desde lejos. En algunas ciudades pueden verse carros callejeros vendiendo productos como castañas asadas y perritos calientes, especialmente en lugares turísticos.

### República Checa
La comida callejera más común y tradicional de la República Checa es el smažený sýr, un trozo tierno de queso frito servido en un panecillo de hamburguesa. Se acompaña típicamente de salsa tártara, aunque hay quien prefiere kétchup.

### Rumanía
En Rumanía hay bastante comida callejera. La más habitualmente disponible durante el día son los covrigi, unos pretzels calientes cubiertos de semillas de sésamo o amapola, y los plăcinte, unos pasteles dulces o salados con diversos rellenos, o también trozos grandes de masa frita que se toman con salsa de ajo, crema agria, queso o mermelada, parecidos al lángos húngaro. En el sur y por el Mar Negro se encuentra el plăcintă dobrogeană, un tipo más parecido a burek presente en otras partes de los Balcanes. Los dónuts, llamados gogoși, también se encuentran con facilidad. En las ferias y mercados es muy popular en invierno el kürtős kalács (tulnic en rumano) con frutos secos o canela, mientras en verano se encuentran a menudo los mititei o mici, salchichas pequeñas asadas a la parrilla sin piel. Otras comidas callejeras son las palomitas de maíz, las espigas de trigo al vapor, las castañas asadas en invierno y los helados en verano.

### Rusia

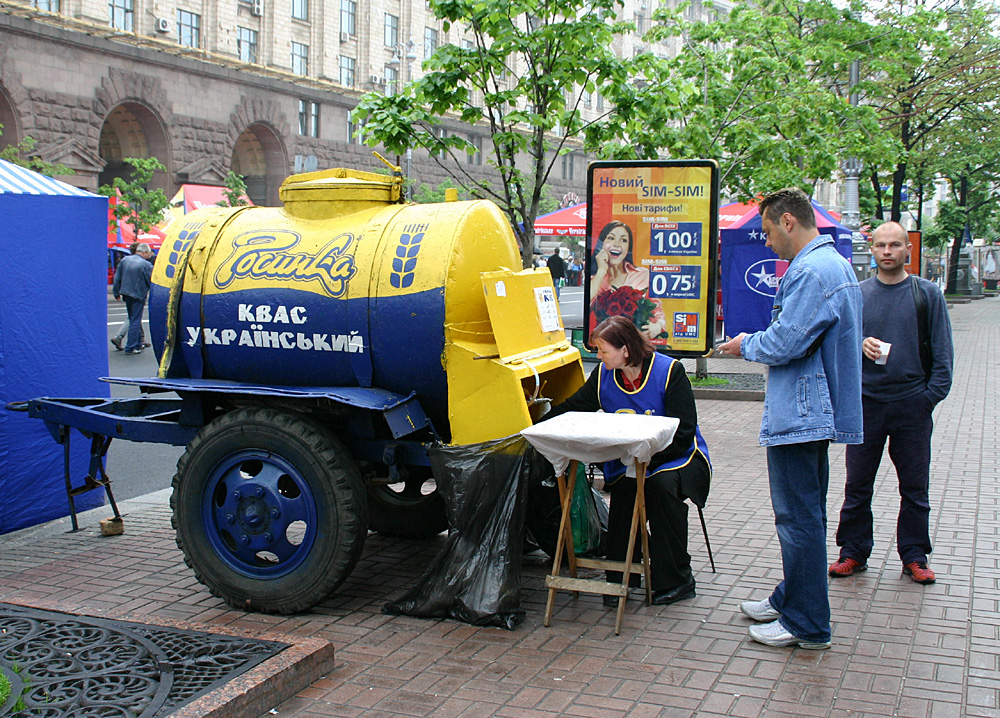
Vendedor de kvas en Kiev (Ucrania).

Recetas tradicionales del este de Europa como los blinis, los pirozhki y las salchichas están ampliamente disponibles en las calles de Rusia. La cocina de la minoría turca es también popular, con platos como el shawarma, la rotisserie de pollo, el shashlik, el cheburek y el plov. En zonas con poblaciones de inmigrantes chinos también es popular la gastronomía de ese país.
El kvas, una cerveza floja hecha (habitualmente) de pan, siendo la miel un aditivo frecuente (myodniy kvass), se vende de tanques o barriles en las calles.

### Suiza
Los platos callejeros disponibles en Suiza son principalmente sándwiches, bien el típico panini tostado o también pretzels, pollo a la parrilla, perritos calientes o la tradicional bratwurst servida con una rebanada de pan y a veces mostaza. Entre los platos dulces se cuentan los helados y las crepes. Los puestos suelen ser camionetas más que carros sin motor menores.

### Turquía
En Turquía la comida callejera no solo es abundante sino que cambia considerablemente de una región a otra, hasta el extremo de resultar factible hablar de una «cocina callejera» completa e independiente de la convencional. Hay un componente cultural muy importante en la comida callejera turca, que también se divide en dos al distinguirse la disponible de día de la nocturna.
Los platos callejeros más típicos presentes en las grandes ciudades turcas son:
Adana y Mersin
- Kıyma kebabı, un kebab consistente en una enorme brocheta asada de carne de cordero o cabra picada a mano con grasa de la cola y escamas de pimienta roja sobre un mangal abierto. En su versión callejera se come como un dürüm envuelto en lavaş.
- Ciğer dürüm, hígado asado sobre un mangal, alternativamente con trozos de grasa de la cola, envuelto con cebolla, perejil y jarabe de granada en un dürüm con forma de V.
- Tantuni, una especialidad de Mersin consistente en un rollo de lavaş picante con tiras finas de corderos salteadas sobre un sač en unas gotas de aceite de algodón.
- Şırdan, rumen de oveja cocido relleno con arroz y condimentado con comino. Se considera una delicia de Adana.
- Bici bici, un postre helado muy popular consistente en un raspaduras de hielo endulzado sobre trozos de haytalya (gelatina de sémola dulce) flotando en jarabe de rosa. El hielo raspado de remoja brevemente con diferentes jarabes naturales para teñirlo. Este postre particular no se encuentra fuera de Adana y Mersin, y hasta hace muy poco solo podía adquirirse a vendedores callejeros.
- Şalgam, una bebida hecha de zanahorias rojas y negras fermentadas, muy agria, que se encuentra en dos versiones: suave y picante.

Ankara
Ankara es una ciudad bastante pobre en lo referente a su cocina regional, pero unas pocas especialidad callejeras son dignas de mención:
- Simit, cuya variante local es más delgada y se hornea exclusivamente en hornos de ladrillo tras pintarse con pekmez, para hacerlo más crujiente.
- Köfte ekmek, unas albóndigas picantes asadas sobre carbón y servidas dentro de un pan crujiente o un bazlama, tomado habitualmente con ayran.
- Tavuk döner, un döner hecho con pollo marinado.
- Kumpir, patata al horno rellena con muchos ingredientes, y popular en Çankaya.
- Gözleme, un pan de pita amasado a mano, con diversos rellenos, asado sobre un sač.

Estambul
- Döner servido en un:
  - Dürüm, siendo extremadamente la variante de Taksim llamada Kaşarlı dürüm, que consiste en un dürüm tostado con queso kaşar añadido a la carne.
  - Tombik, es decir ‘pan gordo’.
- Pilav, arroz al vapor con pollo y garbanzos, vendido principalmente en carros nocturnos.
- Midye, mejillones, de dos formas:
  - Midye dolma, mejillones rellenos con arroz, piñones y pasas, comidos fríos con limón y aceite de oliva.
  - Midye tava, mejillones en pincho, que se fríen en aceite y se toman con salsa de ajo.
- Kokoreç, la versión de Estambul suele hacerse en sartén más que sobre carbón, y es extremadamente picante.
- Uykuluk, el timo y otras glándulas blandas del cordero, asadas sobre carbón, y especialmente populares en el lado europeo.
- Patsos, un sándwich hecho de patatas fritas y salchicha cubiertas con kaşar, más popular en el lado asiático.
- Dilli kaşarlı, una tostada diminuta que incluye una rodaja fina de lengua ahumada con kaşar. Es una delicia de Etiler.
- Adana kebabı, servidos en dürüm.
- Sucuk ekmek, un sucuk servido en pan fresco crujiente como sándwich.
- Hamburguesa islak, otra especialidad del barrio de Taksim, consistente en una albóndiga de ajo en un panecillo diminuto, que se moja en una salsa de pimienta y se vuelve a calentar.
- Kumpir, una patata al horno rellena con muchos ingredientes, y popular por Ortaköy.
- Boza, una bebida fermentada consumida las noches de invierno.

Esmirna
- Kokoreç, hecho exclusivamente de cordero lechal a la parrilla sobre carbón, servido apenas rajado dentro de un cuarto de pan tostado, con muy pocas especias, y acompañado a menudo de una cerveza fría.
- Çöp şiş, un kebab de trozos pequeños de cordero lechal en pinchitos de madera asados sobre carbón y servidos en gran número, unos 15 por ración.
- Kelle söğüş, partes diferentes de una cabeza de oveja cocida, incluyendo los carrillos, la lengua, los sesos y los ojos, que se enfrían y marinan en aceite de oliva, y se pican juntos, sirviéndolos envueltos en un lavaş con una rodaja de tomate y una pizca de especias. Se considera una delicia típica de Esmirna.
- Közde sandviç, literalmente ‘sándwich al carbón’, que es un pan tostado sobre carbón al que se añade con carne y queso también asados al carbón. Hay dos variedades:
  - Kumru (literalmente ‘paloma’), pan con forma de limón con un relleno casi siempre de queso.
  - Yengen (literalmente ‘tía joven’), pan redondo y crujiente con un relleno de carne y mahonesa.
- Midye, mejillones, de dos formas:
  - Midye dolma, rellenos, que difieren de la versión de Estambul en que son diminutos y se venden por docenas.
  - Midye tava, fritos, diferentes de la versión de Estambul en que se usa aceite de oliva y no se ponen en pincho.
- Sardalya tava, sardinillas fritas en aceite de oliva.
- Gevrek, la versión de Estambul del simit.
- Turşu suyu, salmuera agria que sobra del encurtido, y se toma fría.
- Lokma, una especialidad dulce veraniega, que se vende desde carros.

Gaziantep
- Beyran, un plato hecho con una pequeña cantidad de arroz cubierto con carne tierna y grasa del cuello del cordero en un platito de cobre, que se deja sobre un fuego fuerte algún tiempo.
- Nohut dürüm, un dürüm muy interesante hecho con garbanzos al vapor en salsa picante, que se sirven machacados y envueltos en un lavaş grueso. Puede que sea el único dürüm turco completamente vegetariano. Se dice que la receta es en realidad armenia.
- Cağırtlak, hígado, grasa y otras vísceras (principalmente corazón y riñón) en brochetas asadas sobre un mangal y servidas en un lavaş. Es un plato nocturno típico del este de Turquía.
- Fıstıklı kebap, literalmente ‘kebab con pistacho’, es básicamente un kıyma kebabı menos picante con pistacho molido añadido a la mezcla. La versión callejera se sirve como un dürüm.
- Urmu dutu, zumo recién exprimido de mora agria (una variedad endémica de la región) que se vende típicamente en carros callejeros, donde las moras se enfrían sobre un bloque de hielo.

Sanliurfa
- Lahmacun, presente en toda la ciudad, siendo las versiones callejeras mucho menores que los normales, vendiéndose en mayor cantidad.
- Çiğ köfte dürüm, que como indica el nombre consiste en un çiğ köfte envuelto en una hoja de lechuga dentro de un dürüm.
- Haşhaş kebabı, una variante local del kıyma kebabı, muy popular también en Alepo, que se hace picando carne a mano más fina que en la receta clásica, añadiendo ajo machacado a la mezcla.

## Norteamérica

### Canadá
Aunque en la mayoría de las ciudades de Canadá se encuentra comida callejera variada, destacan las especialidades regionales. Aunque la poutine (patatas fritas con gravy y queso en grano) está disponible en la mayoría del país, es mucho más frecuente en Quebec. De forma parecida, pueden encontrarse puestos de perritos calientes en toda Canadá, pero son mucho más comunes en Ontario (a menudo como camiones adaptados, normalmente llamados chip wagons) que en Vancouver o Victoria (donde Mr. Tube Steak es una cadena importante). Montreal cuenta con varias especialidades, incluyendo el shish taouk, el perrito caliente de Montreal, el chow mein de St. Laurent y los falafels, que compiten en popularidad con las porciones de pizza. El shawarma está bastante extendido en Ottawa, mientras Halifax ofrece su propia versión del döner kebab llamada donair, que incluye una salsa hecha con leche condensada, azúcar y vinagre. Los camiones de helados pueden verse (y a menudo oírse) por todo el país durante el verano.

### Estados Unidos

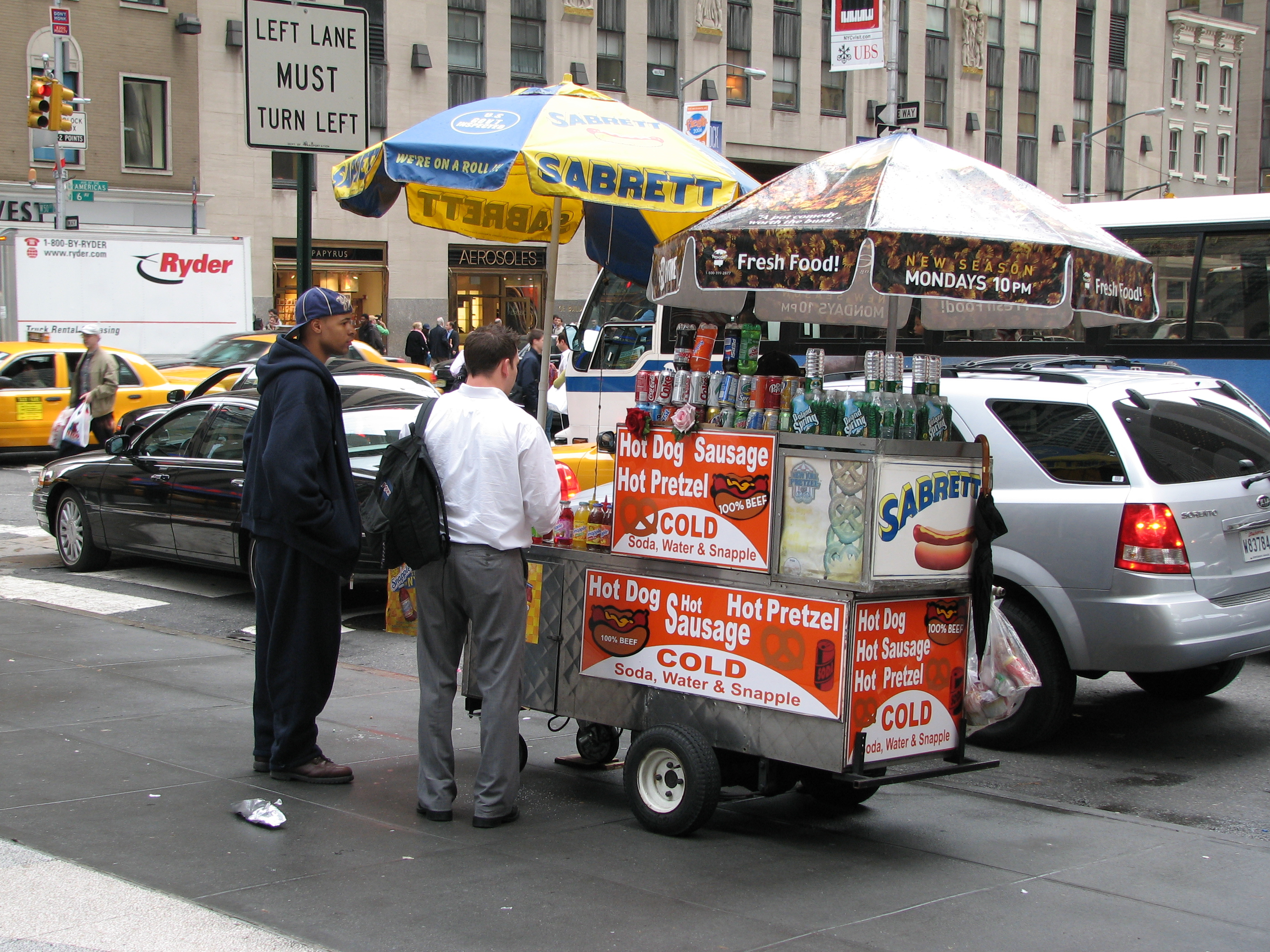
Vendedor de comida callejera en Nueva York.

En los Estados Unidos, los perritos calientes (hot dogs) y sus múltiples variantes (corn dogs, chili dogs, etcétera) son quizá la comida callejera más común, especialmente en las grandes zonas metropolitanas como Nueva York (se dice que el Easy-Bake Oven vino inspirado por los carritos neoyorquinos de castañas), abundando también los frutos secos y el gyros. En Filadelfia son habituales los cheesesteaks, los sándwiches de desayuno y los pretzels. En todo el país se encuentran helados vendidos desde camiones, tacos y tortas desde tenderetes abiertos, y pizzas y rollos de huevo desde mostradores en ventana.
Algunos vendedores atienden desde camiones y carros, que suponen una inversión baja, ofreciendo a menudo una gran variedad de platos. Como los restaurantes, están regulados y sujetos a inspecciones por los departamentos sanitarios locales.
La diversidad y la falta de una tradición culinaria tradicional bien definida hace que en la mayoría de las zonas urbanas de Estados Unidos y Canadá los vendedores callejeros ofrezcan salchichas, pizza, falafel, gyros, kebabs, aperitivos a base de tortillas como tacos y burritos, panini, crepes, patatas fritas o rollos de huevo.

### México

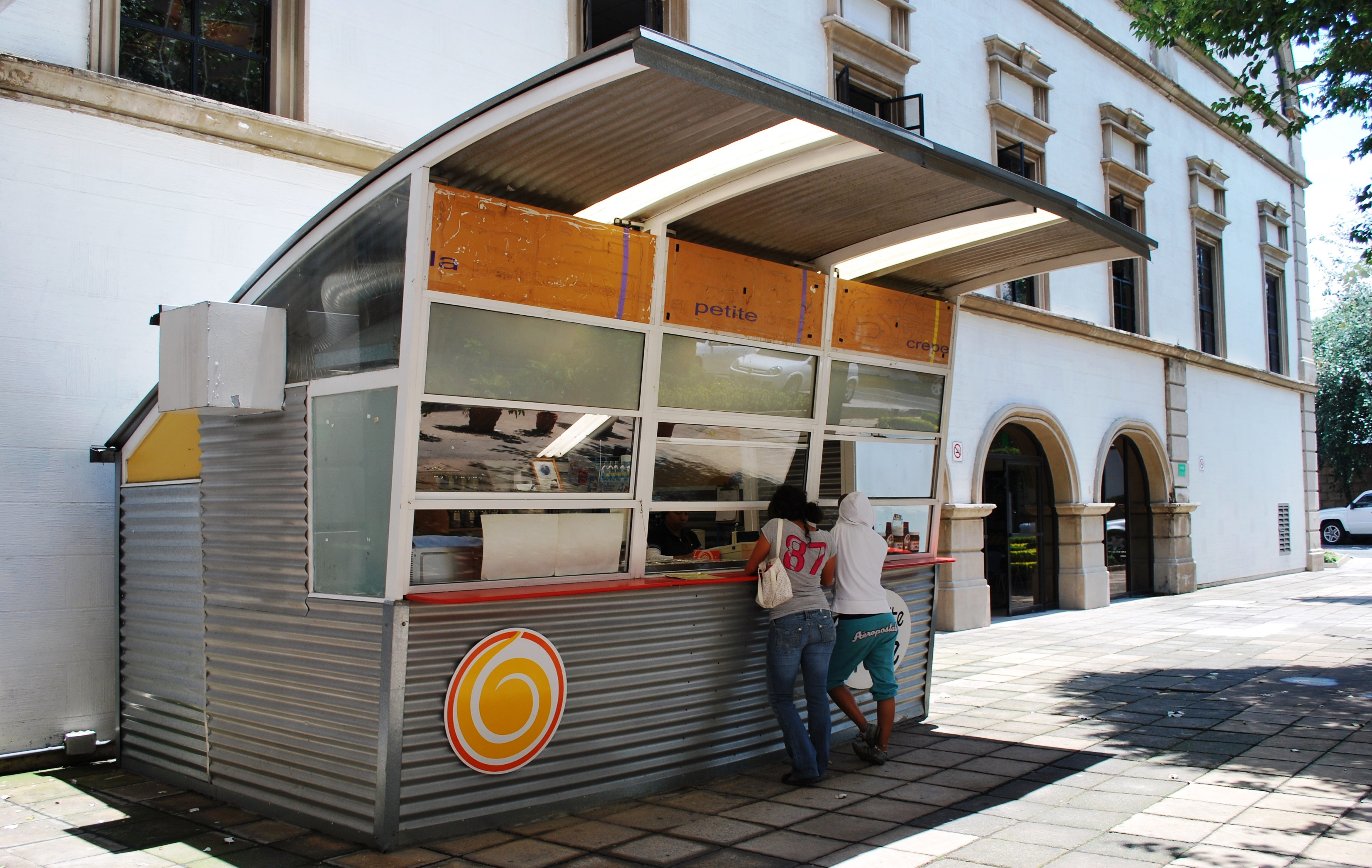
Vendedor callejero de crepes en México.

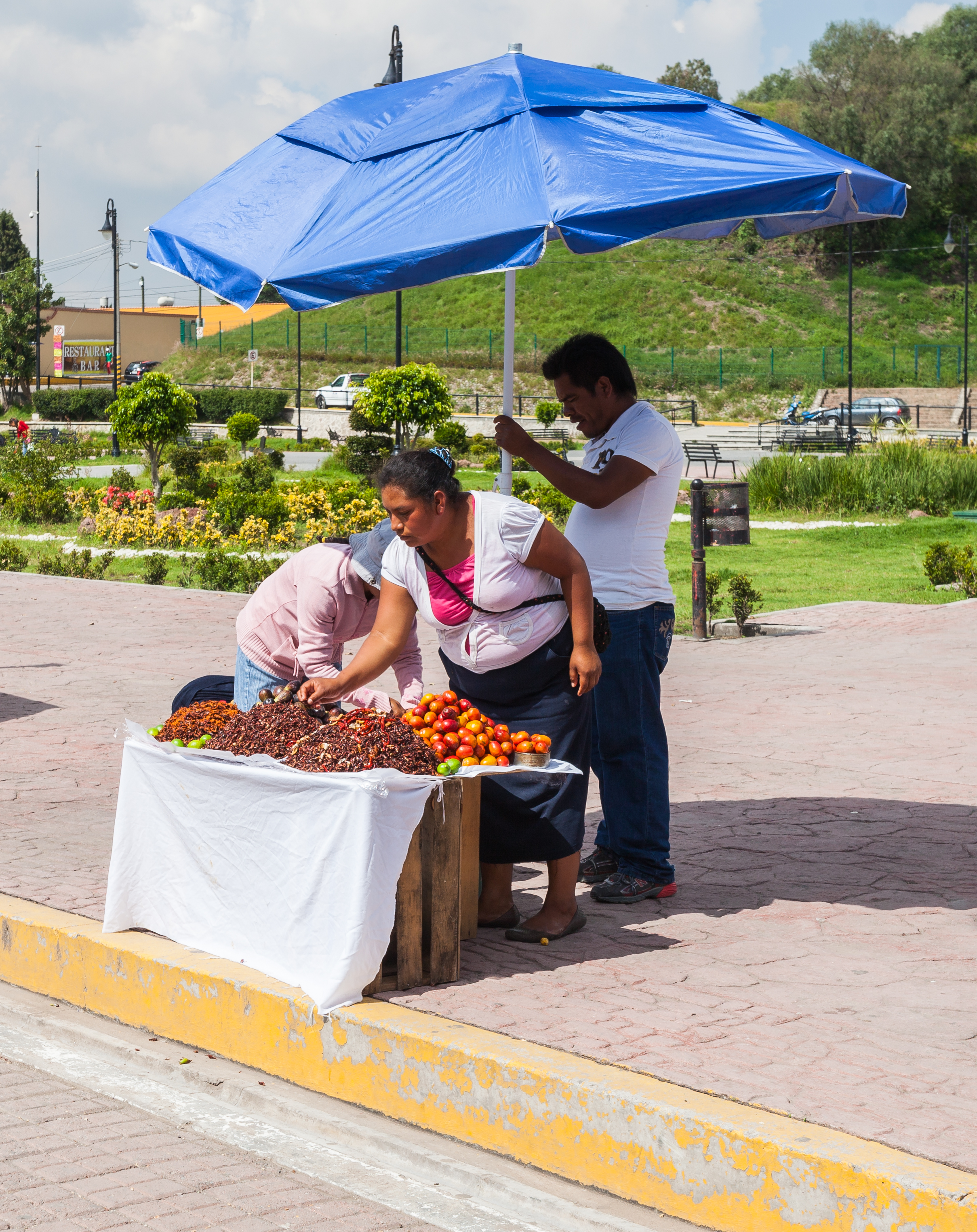
Puesto de venta en San Pedro Cholula, Puebla, México.

En México hay gran variedad de antojitos disponible en puestos callejeros, a cualquier hora del día y de la noche: tacos, tortas, tostadas, picadas, quesadillas, huaraches, panuchos, sopes, gorditas, tamales, atole, aguas frescas, etcétera. Gran variedad de comidas pueden también hallarse en los tianguis (mercados callejeros).
Los tacos son un antojito popular en todo el país. Se rellenan con varios guisos: de suadero, lengua, ojo, tripas, buche, o los reconocidos tacos al pastor. Suelen acompañarse de cilantro y cebolla frescos picados y salsa verde o roja. En las calles de las grandes urbes existen infinidad de puestos de tacos.
Los tamales oaxaqueños son una de las comidas más típicas y callejeras de Oaxaca. Las personas que se dedican a su venta y preparación se pueden encontrar en todas las calles de la ciudad y sus alrededores. Su preparación comienza desde muy temprano, ya que las personas tiene que ir al molino a moler el maíz para poder obtener la masa; cuando ya la tiene lista comenzar a prepararlos, se envuelven en una hoja de plátano u hoja de maíz, se le coloca una cantidad considerable de masa y posteriormente se coloca el mole (también puede ser frijol o cepille) y se ponen a cocer a baño María.
En la ciudad de León, Guanajuato, existen las famosas guacamayas, que son muy famosas en los puestos callejeros debido a su fácil preparación y las altas ganancias que pueden llegar a generar. Sus ingredientes son tan solo bolillo, chicharrón, y salsa de jitomate. Adicionalmente se le puede agregar aguacate y algún otro tipo de salsa.
El mondongo, conocido también como pancita o menudo, se puede encontrar en los diferentes mercados de Saltillo y de todo México. La preparación es muy sencilla, solo se prepara con ajo, cebolla, chile y hojas de aguacate, sin olvidar la pancita de res. Se sirve como sopa y se acompaña con trozos de pan, limón, cebolla cruda, cilantro y orégano.

## Sudamérica

### Argentina
En Argentina los vendedores callejeros ofrecen choripán, un chorizo asado a la parrilla servido en pan francés, o morcipán, con morcilla en vez de chorizo. 
La pizza es muy popular, en parte debido a la fuerte inmigración italiana de principios del siglo XX. Las versiones locales incluyen la fugazzeta, una pizza hecha con mozzarella y cebolla, y la fainá, hecha con harina de garbanzo y sin ingredientes encima, que suele servirse para acompañar la pizza convencional.
La empanada, que suele hacerse al horno, se prepara frita para su venta callejera. Pueden hacerse de ternera, pescado, jamón y queso, napolitana (con los mismos ingredientes que la pizza) y vegetariana.
Los entrepanes suelen servirse calientes, como el tostado y el lomito. Este último tiene muchas variantes, con todo tipo de ingredientes y combinaciones.
Otros platos callejeros populares son las versiones locales del perrito caliente, llamada pancho, y de la hamburguesa, aunque gozan de menos popularidad que antaño.
Podemos mencionar a la comida ambulante como una tradición que se ha ido gestando a lo largo de los años: choripanes en la Costanera y Puerto Madero, tortillas en San Telmo, budines en Plaza Francia, etc. Buenos Aires es una ciudad en donde se puede encontrar una gran diversidad de comidas que reflejan las tradiciones de sus habitantes. A un bajo costo y de buena calidad, residentes y turistas consumen alimentos que encuentran al paso en sus recorridos diarios.
Los postres y dulces que suelen encontrarse en las calles argentinas incluyen la manzana acaramelada, el algodón de azúcar, las palomitas de maíz (pochoclo) dulce y la garrapiñada, hecha con cacahuete, cacao, vainilla y caramelo, y vendida en cucuruchos de papel.

### Bolivia

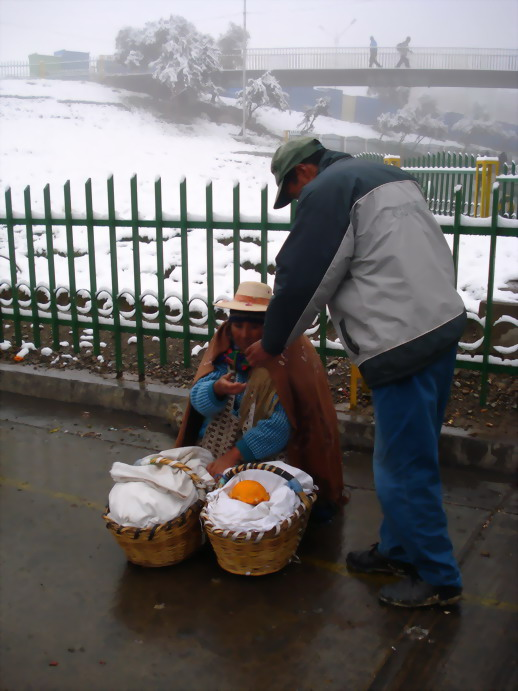
Venta callejera de Llauchas en El Alto.

En Bolivia pueden encontrarse en las calles listos para consumir, según las diversas regiones, el anticucho, las salteñas, empanadas, tucumanas, el asadito, zonzos, cuñapés, llauchas, sándwiches de chola, choripanes y otras degustaciones típicas y propias del país, sin olvidar las hamburguesas y salchipapas.
Entre las bebidas se encuentran: api, somó, mocochinchi, chicha de maní, y jugos de fruta.
Dependiendo de la región y la época también pueden encontrarse frutas peladas y picadas para su consumo, entre ellas sandía, piña, tunas y papaya.
La venta de platos típicos en la calle con puestos instalados en las veredas durante horarios específicos es también muy usual.
Los puestos de expendio de alimentos pueden clasificarse en temporales, ambulantes y fijos y son parte de la práctica muy extendida de comercio callejero en muchas ciudades del país.
Los eventos cívicos, deportivos o culturales suelen acompañarse con la instalación depuestos de venta de alimentos variados para consumir mientras se camina o en espacios temporales instalados para el efecto.

### Brasil
El pão de queijo (‘pan de queso’) es un aperitivo callejero del sureste de Brasil y, cada vez más, del resto del país. Los perritos calientes se venden a menudo con queso rallado, cebolla a la parrilla, mahonesa, guisante o puré de patata (solo en São Paulo). Las hamburguesas también se ofrecen con diversos ingredientes acompañando la carne, como mozzarella, panceta, huevo, lechuga, tomate, mahonesa, kétchup y mostaza, en lo que se llama X-Tudo (‘queso-todo’). Los sándwiches de calabresa (pepperoni) también son populares.
En Río de Janeiro los vendedores ofrecen en las playas mate gelato (té helado de erva mate), biscoitos de polvilho - en español: galletas de tapioca (hojaldres de harina de mandioca agria), cacahuetes tostados y queijo coalho (queso en palo asado en el momento a la barbacoa), además de polos, cerveza fría y sándwiches caseros (sanduiche natural). En el estado nororiental de Bahía la herencia africana queda reflejada en el icónico acarajé (panecillos de caupí fritos rellenos con caruru y vatapá) o dulces como la cocada (coco caramelizado) y pé-de-moleque (crocante de cacahuete). En todo el país se encuentra carros de palomitas de maíz saladas o dulces (con azúcar y cacao en polvo), y en las grandes ciudades también de churros (rellenos con doce-de-leite, caramelo o chocolate).

### Chile
En Chile puede adquirirse la comida callejera a vendedores, la mayoría de las veces vendida en carritos o también en camiones o remolques adaptados para cocinar cuando la variedad es mayor.
Se pueden comprar en la calle platos como anticuchos, calzones rotos, choripanes, churros, completos —en sus variantes—, papas fritas, pizzas, sándwiches de jamón-palta, de pernil y de potito —estos últimos vendidos comúnmente en las afueras de los estadios de fútbol o lugares donde hay eventos masivos—, o aquellos que usan como base carne fileteada de vacuno (churrasco) o de cerdo (lomito) —como el as (que es similar al completo italiano, salvo que en vez de vienesa, lleva churrasco fileteado), el Barros Jarpa, el Barros Luco, el chacarero, el dinámico (con tomates en rodajas, chucrut, salsa americana y/o tártara, palta, salsa verde y mayonesa), entre otros— y sopaipillas. También se encuentran a la venta chaparritas, distintos tipos de dulces, empanadas y pequenes (igual a las empanadas pero rellenos solo con cebolla), mote con huesillos, jugos de fruta natural y refrescos.
En el verano, especialmente en la zona central de Chile, es común que los vendedores ambulantes tengan a la venta humitas.

### Colombia
En Colombia se encuentra la empanada, un pastel frito relleno de carne o pollo, también se encuentran comidas tales como las arepas en todas sus presentaciones, entre ellas la arepa de choclo, la arepa de huevo, la arepa rellena (con carne desmechada de res, cerdo o pollo o jamón y queso) y la arepa con chorizo, la popular pelanga, la fritanga de papa criolla, morcilla o rellena, longaniza, chicharrón, entre otros.

### Ecuador
En Ecuador puede disfrutarse en región Costa del encebollado de pescado, o el típico arroz con menestra y carne asada. En región Sierra se puede disfrutar del mote y hornado así como en la región Amazónica que se puede disfrutar del seco de chivo o el cuy asado.[cita requerida] Además de las diversas comidas callejeras típicas ecuatorianas, debido a la migración de ecuatorianos hacia otros países hoy en día es común observar en las calles, comidas rápidas provenientes de otras culturas como es el caso de hot dogs, shawarma, comida china, pizzas, comida mexicana entre otras.[cita requerida]

### Paraguay
En Paraguay las comidas callejeras más típicas son los panchos, choripanes, asaditos a la parrilla (en palito), sandwich de lomito, hamburguesas, empanadas, pororos (palomitas de maíz), etc.

### Perú

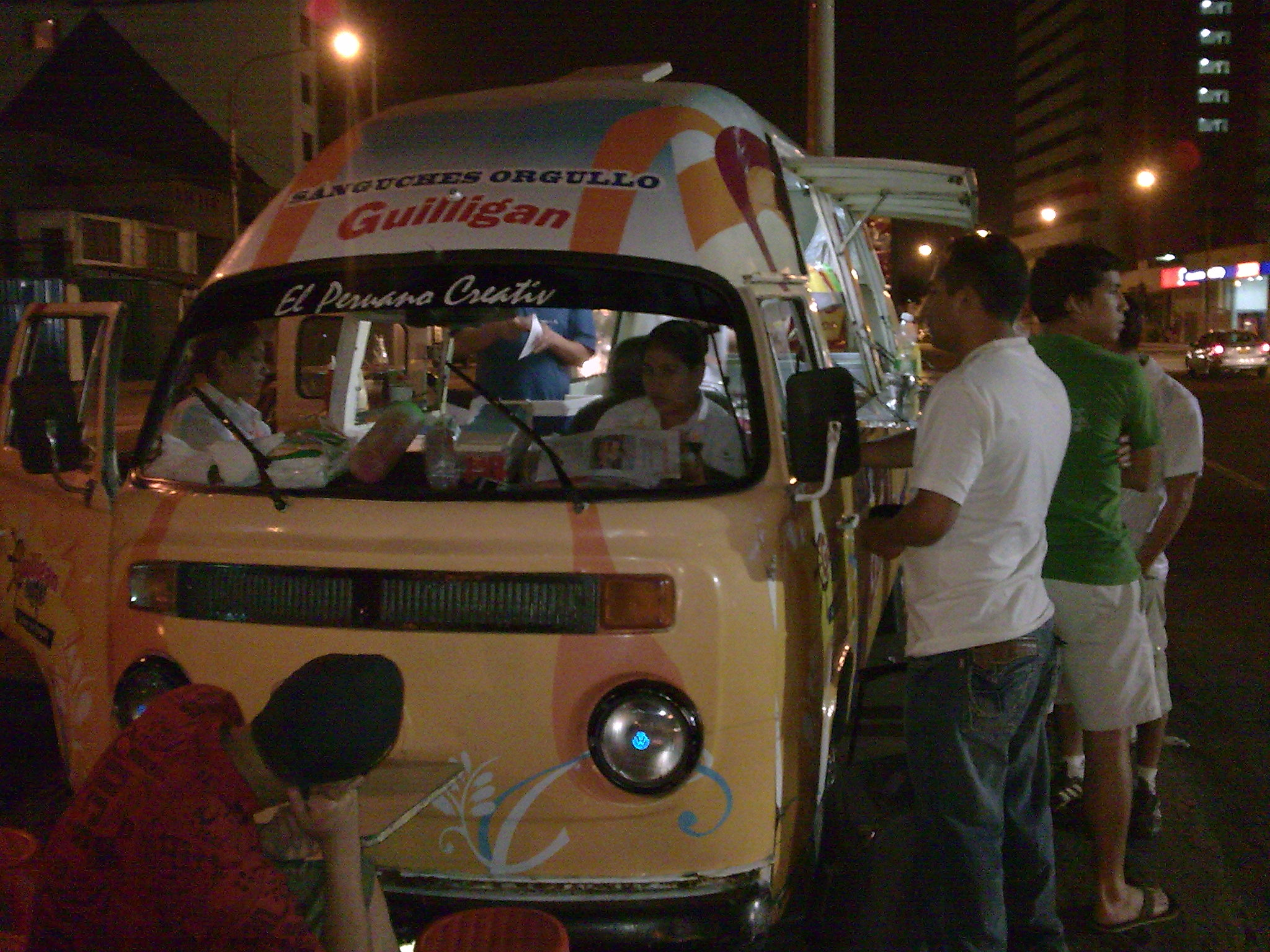
Carro adaptado para la venta de hamburguesas y salchipapas en la calle. Distrito de La Victoria. Lima, Perú

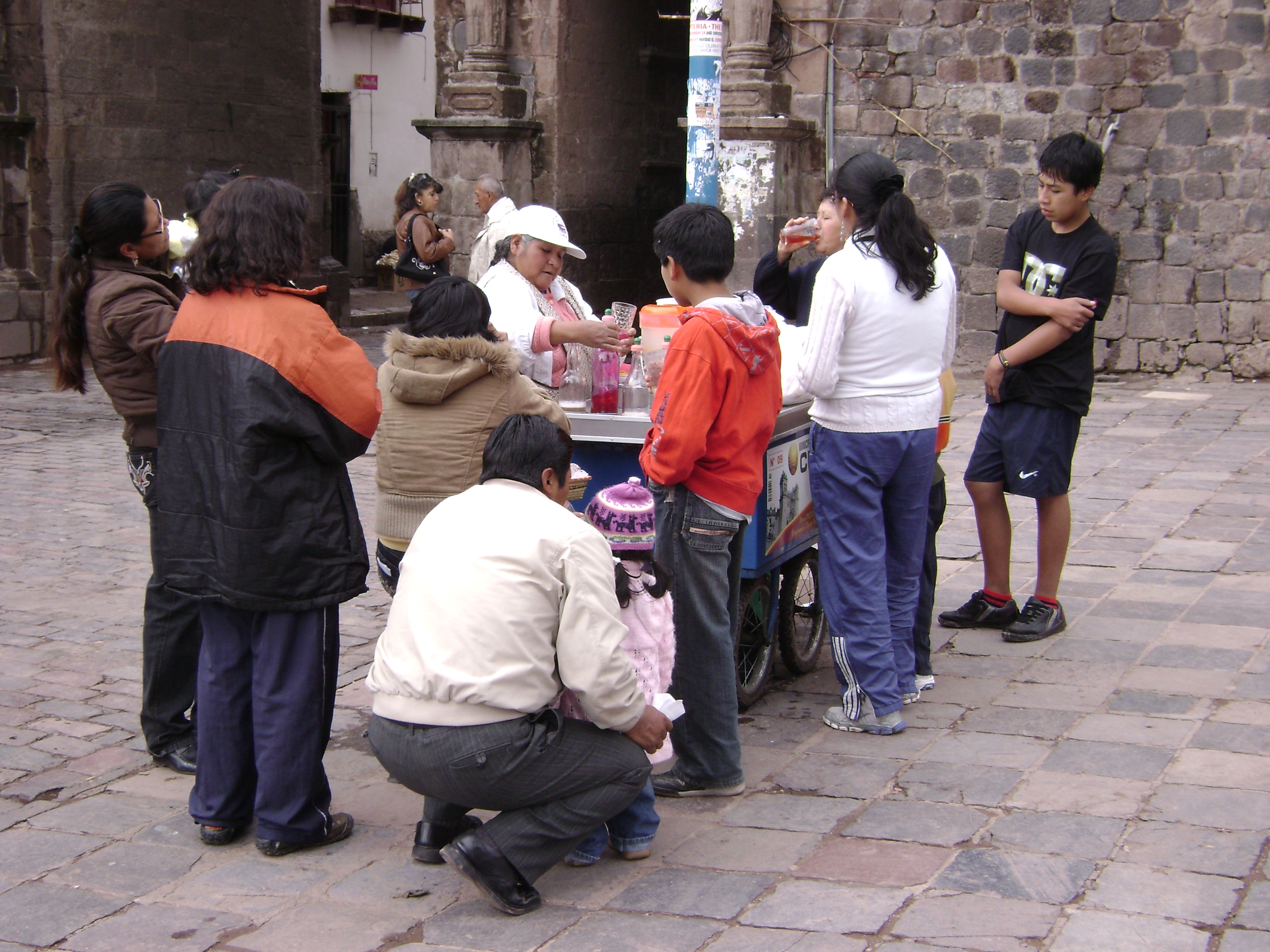
Coche de venta de emolientes. Cusco, Perú

En el Perú la oferta de comida callejera es variada y se produce desde la época colonial. El tradicionalista peruano Ricardo Palma describe los pregones limeños en sus Tradiciones Peruanas publicadas en 1883, mencionando la venta callejera de diversos potajes.

A las seis de la mañana pasaba la lechera.

A las siete en punto la tisanera y la chichera de terranova.

A las ocho, ni un minuto más, ni un minuto menos, el bizcochero y
la vendedora de leche-vinagre, que gritaba: ¡ A la cuajadita!.

A las nueve, hora de Canónigos, la vendedora de Zanguito de ñanjú y
choncholíes.

A las diez la tamalera.

A las once pasaban la melonera y la mulata de convento vendiendo
Ranfañote, cocada, bocado de Rey, Chancaquitas de cancha y de maní
y frejoles colados.

A las doce aparecían el frutero de canasta llena y el proveedor de empanaditas de picadillo.

La una era indefectiblemente señalada por el vendedor de ante con ante, la arrocera y el alfajorero.

A las dos de la tarde, la picaronera, el humitero, y el de la rica causa de Trujillo.

A las tres el melcochero, la turronera y el anticuchero.

A las cuatro gritaban la picantera y el de la piñita de nuez.

A las cinco chillaban el jazminero, el de las karamanducas y el vendedor de flores de trapo que gritaba: "¡ jardín, jardín, muchacha..¿no hueles?"

A las seis canturreaban el raicero y el galletero.

A las siete pregonaban el caramelero, la mazamorrera y la champucera.

A las ocho, el heladero y el barquillero.
Ricardo Palma. Tradiciones Peruanas.

Entre las viandas mencionadas, destacan algunas típicas hasta el día de hoy, como por ejemplo los anticuchos, ofrecidos por vendedoras llamadas «anticucheras», los tamales, las mazamorras, papas rellenas y los champús. En la actualidad existen otros potajes con alta popularidad, como son las diversas variantes de la comida rápida: hamburguesas, salchipapas y pollo broaster. También se encuentra la venta de dulces, frutas, el caldo de gallina, emolientes y el ceviche.
Para la venta, existen personas que se dedican a la venta «a pie» (caminando), en pequeños puestos o stands, el stands más elaborados e incluso en vehículos automotrices modificados para tal fin.

### Venezuela
En Venezuela una comida rápida habitual es la arepa, un pan plano de harina de maíz, abierto y habitualmente relleno con queso tierno. Otros rellenos pueden ser la ensalada de tiras pollo con mayonesa y aguacate (reina pepiada), las tiras de falda cocidas con cebolla, pimiento rojo y tomate (carne mechada) y el pulpo encurtido. Sin embargo, dentro del contexto de la verdadera comida rápida "de tarantín" (callejera) lo más común son los perros calientes o las cachapas a orilla de carretera.

### Uruguay

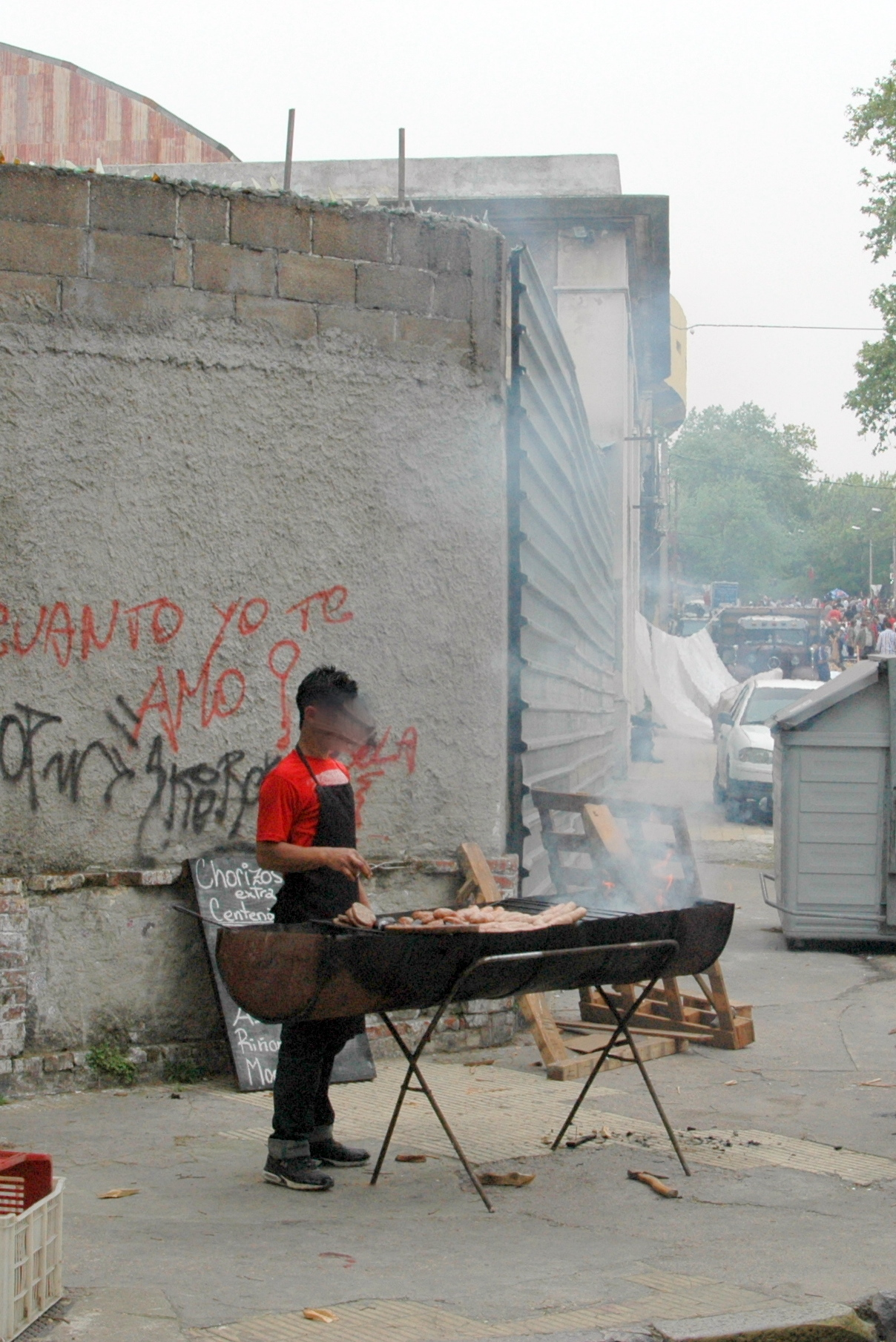
Medio tanque con parrillada callejera (Feria de Tristán Narvaja)

En Uruguay principalmente son tres los tipos de comida callejera. Tomando en cuenta especialmente Montevideo:
- Carros de panchos y hamburgesas
- Carros de panchos
- Venta ambulante de tortas fritas y pasteles

En los carros de panchos y hamburguesas se puede encontrar una variedad establecida de comidas y bebidas. Desde hamburguesas hasta frankfurters. Incluyendo choripanes y húngaras. También empanadas y alfajores. La húngara es una salchicha de carne picada gruesa. Picante.
En la década de 1990 se instala Pumper Nic en Uruguay. Luego le siguieron McDonalds y Burguer King. Estas cadenas instalaron el consumo masivo de hamburguesas. La competencia generada fue desplazando progresivamente al chivito. Los carros de comidas la fueron incluyendo en la oferta. Finalmente la hamburguesa reemplazó al chivito en estos expendios. La normativa departamental en Montevideo prohíbe la elaboración de chivitos y otras comidas ajenas a las ya mencionadas en estos carros.
Los pocos platos salados que se sirven pueden incorporar condimentos e ingredientes opcionales (a excepción de tomate, lechuga y cebolla cruda en el caso de Montevideo). Dentro de los condimentos, destacan algunos típicos. Como salsa picantina, ají, perejil y ajo, salsa criolla y chimichurri. Estos carros son comunes de encontrar en áreas céntricas de las ciudades uruguayas.
Los carros de panchos ofrecen un menú más reducido que los anteriores. Se especializan en salchichas del tipo frankfurters. Algunas veces húngaras y chorizos. Ofrecen condimentos simples. Se los hallan en zonas céntricas. También en zonas periféricas.
Los vendedores de tortas fritas se encuentran mucho más dispersos. Ofrecen variedad de tortas fritas y pasteles. Las tortas fritas incorporan distintos gustos. Ya sea desde rociar azúcar, hasta untar dulce de leche o salsas. Los pasteles ofrecen distintos rellenos. Pueden ser de dulce de leche o dulce de membrillo. Ocasionalmente variedades saladas como carne (más comunes de encontrar en panaderías).
En las parriladas al medio tanque se puede consumir asado, choripán y carnes de parrilla.
Entre otras elaboraciones de venta callejera se encuentran garrapiñada, maní tostado, churros, milanesa al pan, refuerzos de mortadela y salchichón. venta ambulante de helados, bolas de fraile y barquillos.
La Dirección de Bromatología de la Intendencia de Montevideo regula estos expendios. Controla las materias primas. Prohíbe el uso de ingredientes frescos. Como lechuga, tomate, morrón y cebolla, carne no procesada, etc. Actualmente se considera la regulación de estos ingredientes a modo de limitar su manipulación. También permitir nuevamente la venta de chivitos en los carros de panchos y hamburguesas.
En la actualidad la Intendencia montevideana incluye una categoría especial de estos carros para la venta de comida gourmet. Denominados food trucks, se les permite mayor variedad de materias primas. Con elaboraciones como pueden ser chivitos o kebabs.
Locales mejor establecidos suelen dedicarse a la venta de comida rápida. Es el caso de las pizzerías, panaderías, hamburgueserías, chiveterías, pancherías y parrilladas.